# 泰勒·斯威夫特
泰勒·艾莉森·斯威夫特（英語：Taylor Alison Swift；1989年12月13日—），是一名美国创作歌手及音樂製作人，其粉絲被稱為Swifties。作為一個在全球各地擁有廣大粉絲的著名公眾人物，她的影響力擴及音樂產業、流行文化、政治與社會領域。
斯威夫特的音乐作品跨越了多种类型，且內容多半取材自她的个人生活，進而引發聽眾共鳴。斯威夫特出生于宾夕法尼亚州西雷丁，为了追求乡村音乐事业，14岁时举家搬至田纳西州纳什维尔。她在2004年与索尼/聯合電視音樂出版签订了歌曲创作协议，在2005年与大机器唱片签订了唱片合約，并在2006年发行了她同名的首张录音室专辑，進了乡村流行音樂市場。斯威夫特在《放手去爱》（2008年）和《爱的告白》（2010年）中持續探索鄉村音樂；单曲爱情故事、与我同在，與回到十二月在乡村和流行电台大获成功，使斯威夫特成为一名领先的跨類型歌手。
斯威夫特在第四张录音室专辑《红》（2012年）中进一步尝试了流行、摇滚和电音风格，主打歌我们再也回不去了成为她在《公告牌》百强单曲榜上的首支冠军单曲。第五张专辑《1989》（2014年）正式使她从乡村歌手转型为流行巨星，专辑中的通通甩掉、空格和敌对在《公告牌》百强单曲榜上获得了冠军单曲。随着媒体不断地过度关注斯威夫特的个人生活，她借机发行了由首支单曲瞧你们让我做了什么引领的第六张录音室专辑《舉世盛名》（2017年），这张专辑进一步深入探索了当代城市的风格。
离开大机器唱片后，斯威夫特于2018年与聯眾唱片签约，紧接着发行了她的第七张录音室专辑《情人》（2019年）以及自传式纪录片《美国甜心小姐》（2020年）。她在2019冠状病毒病疫情期间创作了两张融入虚构叙事的独立民谣和另类摇滚风格专辑——《民间故事》和《恆久傳說》（2020年）；这两张专辑的主打歌《羊毛衫》和《柳》均空降百强单曲榜。斯威夫特的第十张與第十一張錄音室專輯——《午夜》（2022年）與《折磨詩人俱樂部》（2024年）更是接連取得重大商業佳績，締造全球性的多項串流媒体、數位榜单，與實體專輯銷售紀錄。
为了取得她音乐作品的母带所有权，自2021年起，斯威夫特开始重新录制她的在大机器唱片名下的专辑，并于該年重新发行了两张专辑——《放手去爱 (重制版)》和《红 (重制版)》；后者收录的〈回忆太清晰 (十分钟完整版)〉不僅打破了百强单曲榜最长冠军单曲的记录，其(由斯威夫特執導的)音樂短片《回忆太清晰：电影短片》（2021年）亦使斯威夫特榮獲2022年MTV音樂錄影帶大獎「年度音樂錄影帶」獎，象徵斯威夫特跨足影視界的成功。此後，《愛的告白 (泰勒絲全新版)》（2023年）、《1989 (泰勒絲全新版)》（2023年）的發行，亦獲得良好反響。
斯威夫特在全球范围内获得了超过两亿张唱片的销量，是有史以来最畅销的音乐家之一。她的荣誉与奖项包括14项格莱美奖（包括破紀錄的四项格莱美奖年度专辑）、29项告示牌音樂獎（该奖项获奖最多的女歌手）、23项MTV音乐录影带大奖（该奖项获奖最多的歌手）、40项全美音乐奖（该奖项获奖最多的歌手）、52项吉尼斯世界纪录、12项乡村音乐协会奖及一项艾美奖。她被《滚石》列入有史以来最伟大的100位词曲作家（2015年）之一，并在《告示牌》有史以来最伟大的歌手名单（2019年）中排名第八，并數次出现在《时代》百大人物，乃至於成為首位登上年度风云人物的獨唱藝人，以及《福布斯》百大名人权力榜等权力排名中。斯威夫特被《告示牌》评为2010年代十年女性，被全美音乐奖评为2010年代十年成就歌手，她因在音乐界倡导音樂人权利和性別平權而受到广泛认可。

## 个人生活与事业

### 1989年–2003年：童年及教育经历

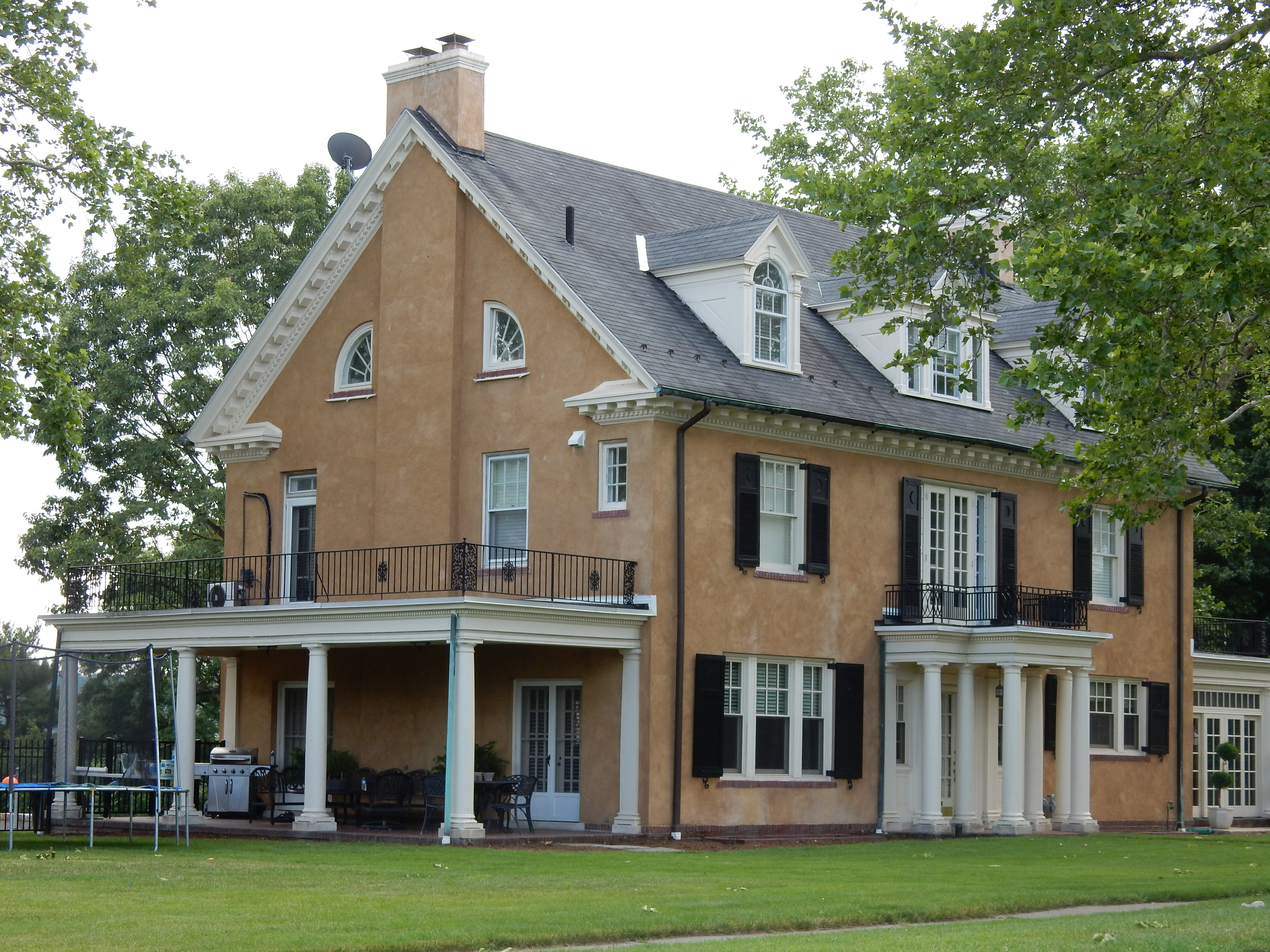
斯威夫特在宾夕法尼亚州怀俄米辛的童年住所

泰勒·艾莉森·斯威夫特于1989年12月13日出生在宾夕法尼亚州西雷丁的雷丁医院。她的父亲是美林证券的前证券经纪人；她的母亲曾是全职家庭主妇，此前也曾担任投资基金的营销主管。她的弟弟奥斯汀是一名演员。她的名字来自于创作歌手·泰勒，她有着苏格兰和德国血统。她的外祖母瑪裘瑞·芬利是一位歌剧歌手。斯威夫特的高祖父是一位意大利移民企业家和社区领袖，19世纪时在费城开设了几家企业。斯威夫特的童年是在她父亲从一个客户那里购买的圣诞树农场度过的。斯威夫特认定自己是一个基督徒。她在伯纳丁方济各会修女开办的阿尔维尼亚蒙台梭利学校上学前班和幼儿园，之后转学到温德克罗夫特学校。后来他们全家搬到賓夕法尼亞州懷俄密辛郊区小镇的一个出租屋，在那里她就读于怀俄米辛地区初级·高级中学。
9岁时，斯威夫特对音乐剧产生了兴趣，并在出演了伯克斯青年戏剧学院的四部作品。她还定期到纽约参加声乐和表演课程。后来，斯威夫特将重点转向乡村音乐，并受到仙妮亚·唐恩歌曲的启发，这些歌曲使她“围着街区跑了四次，做着什么都有的白日梦”。她利用周末时间在当地的节日和活动中表演。在看了一部关于菲丝·希尔的纪录片后，斯威夫特觉得她必须要搬到田纳西州纳什维尔，以追求音乐事业。她在11岁时和母亲一起去拜访纳什维尔的唱片公司，并提交了翻唱多莉·帕顿和南方小鸡的卡拉OK试样唱片。然而，她被拒绝了，因为“镇上的每个人都想做我想做的事。所以，我一直对自己说，我需要找出一种方法，让自己与众不同。”
当斯威夫特大约12岁的时候，电脑维修员和当地音乐人罗尼·克雷默（Ronnie Cremer）教她弹吉他，他帮助她完成了作为作曲家的第一次努力，她创作出了《幸运的你》（"Lucky You"）。2003年，斯威夫特和她的父母开始与纽约的艺人经纪人丹·迪姆特罗（Dan Dymtrow）合作。在他的帮助下，斯威夫特为Abercrombie & Fitch做模特，作为他们“明日之星”活动的一部分，有一首原创歌曲被收录到美宝莲精选CD中，并还受邀参与了各大唱片公司的面谈。在RCA唱片的展示会上表演了原创歌曲后，当时13岁的斯威夫特得到了一份艺人发展协议，并开始与她的母亲频繁地前往纳什维尔。
为了帮助斯威夫特打入乡村音乐领域，她的父亲在她14岁时调到了美林证券的纳什维尔办公室，并且全家搬到了田纳西州亨德森维尔。斯威夫特最初就读于亨德森维尔高中，两年后转入亚伦学院，通过家庭教育以更好地适应她的巡演安排，因此她提前一年完成了学业。

### 2006年–2008年：事业起步与首张专辑
在纳什维尔，斯威夫特与一些经验丰富的音乐街词曲作家们合作，如特洛伊·维格斯、布雷特·比弗斯、布雷特·詹姆斯、麦克·麦克纳利和沃伦兄弟，并与利兹·罗斯建立了长久的合作联系。她们开始在每周二下午放学后举行两小时的写作会议，罗斯认为这些会议是“我所做过的最简单的一些会议。基本上，我只是她的编辑。她会写下那天在学校发生的事情。她对自己想要表达的东西有如此清晰的认识。她会有最不可思议的亮点。”斯威夫特成为索尼/ATV树屋出版签约的最年轻的艺人，但在14岁时离开了索尼旗下的RCA唱片，理由是该公司缺乏关怀，他们“破坏了其他人的东西”；她还担心继续合约会雪藏艺人。她回忆说：“我真的觉得留给我的时间不多了。我想在专辑里捕捉我这些年来的生活轨迹，它们依然代表着我的经历。”
2005年在纳什维尔青鸟咖啡馆的一个行业展示会上，斯威夫特引起了梦工厂唱片高管斯科特·波切塔的注意，他正准备成立一间独立的唱片公司——大机器唱片。她在2004年第一次见到波切塔，并成为大机器的首批签约者之一，她希望获得“一间小（新）的唱片会给予的那种关注”，她的父亲以大约12万美元的价格购买了该公司3%的股份。不久之后，她开始着手制作她的同名首张专辑。斯威夫特说服大机器公司雇用她的样带制作人内森·查普曼，她觉得她与他有着合适的“化学反应”。她独自创作了专辑中的三首歌曲，并与罗斯、罗伯特·埃利斯·奥拉尔、布赖恩·马赫（Brian Maher）与安杰洛·佩特拉利亚共同创作了其他的八首歌曲。《泰勒·斯威夫特》于2006年10月24日发行。《纽约时报》的乔恩·卡拉马尼卡将其描述为“流行乐理念的乡村音乐小杰作，斯威夫特女士坚实、恳求般的声线蕴含着天真和愤世嫉俗”。这张专辑在美国《告示牌》二百强专辑榜中最高排名第五，并在该榜单上停留了157周——这是2000年代里美国发行的所有专辑中在该榜单上停留时间最长的专辑。

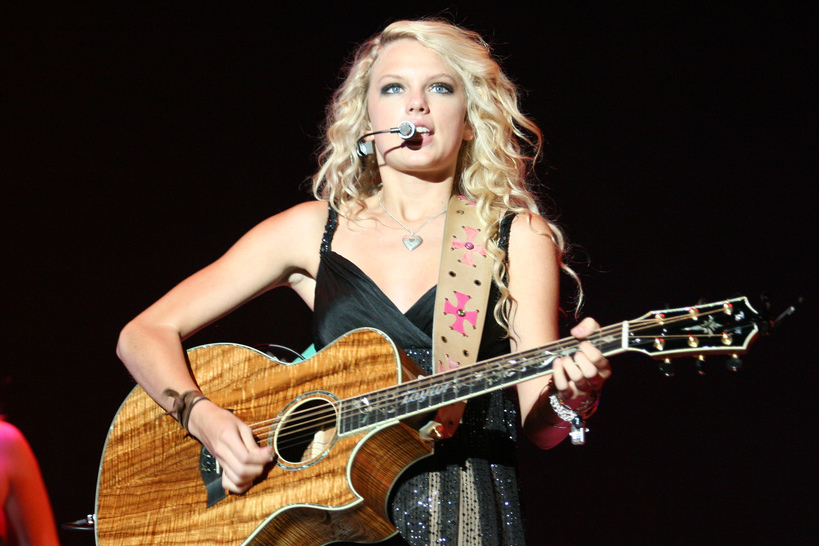
2007年，斯威夫特为布拉德·帕斯利做开场表演。为了推广她的首张专辑，她在2006年和2007年期间为其他乡村音乐人的巡演做开场嘉宾。

在2006年6月发行主打歌〈蒂姆·麦格劳〉时，大机器唱片还处于起步阶段；斯威夫特在母亲的帮助下把“单曲CD装进信封里寄给电台”。由于当时公司里还没有太多的家具，她们会坐在地板上这样做。她在2006年的大部分时间都在为《泰勒·斯威夫特》做宣传，包括电台巡演、电视亮相，由于雷可福磊斯2006年巡演的开场表演者因埃里克·丘奇演出超时被解雇，她得以在部分场次进行开场表演。波切塔说，尽管唱片业的同行们最初不赞成他签下一个15岁的创作歌手，但斯威夫特开拓了一个以前未知的市场——听乡村音乐的年轻女孩们。继〈蒂姆·麦格劳〉之后，她在2007年和2008年间发行了四首单曲：〈泪洒吉他〉〈我们的歌〉〈烧掉的回忆〉〈本应拒绝〉。所有单曲都登上了《告示牌》的热门乡村歌曲榜上，其中〈我们的歌〉和〈本应拒绝〉获得了该榜单冠军。凭借〈我们的歌〉，特斯威夫特成为了凭借一己之力创作并演唱乡村冠军歌曲的最年轻个人。〈泪洒吉他〉在美国《告示牌》百强单曲榜上达到第13位。斯威夫特还发行了两张迷你专辑，即2007年10月的《泰勒·斯威夫特圣诞特辑》和2008年7月的《美丽的双眼》。在2006年和2007年期间，她作为其他乡村音乐人巡演的开场嘉宾，积极宣传她的首张专辑，包括乔治·斯特雷特、布拉德·帕斯利和蒂姆·麦格罗与菲丝·希尔。
斯威夫特凭借同名专辑赢得了多项赞誉。她是2007年纳什维尔词曲作家协会年度最佳词曲作家/艺人的获得者之一，成为获得该称号的最年轻者。她还赢得了乡村音乐协会天际奖最佳新人奖，乡村音乐学院奖的最佳女歌手新人奖，以及全美音乐奖最受喜爱乡村女歌手的荣誉。她还获得了第50届格莱美奖的最佳新人提名。她在雷可福磊斯2008年夏季和秋季的巡演中为他们开场。同年7月，斯威夫特与歌手乔·乔纳斯开始了一段三个月的恋情。

### 2008年–2010年：《放手去爱》与首登荧幕

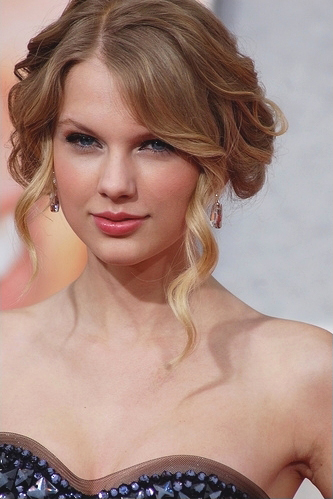
2009年，斯威夫特出席《汉娜·蒙塔娜：电影版》的首映礼。她在片中客串出演，并为电影的原声带创作了两首歌曲。

斯威夫特的第二张录音室专辑《放手去爱》于2008年11月11日发行。这张专辑于2008年至2009年期间发行了五支单曲：〈爱情故事〉〈白马〉〈与我同在〉〈十五岁〉和〈放手去爱〉。主打单曲〈爱情故事〉在《公告牌》百强单曲榜上最高排名第四位，并成为了澳大利亚的冠军单曲。〈与我同在〉是该专辑在《公告牌》百强单曲榜上排名最高的单曲，最高排名第二位。所有五支单曲都进入了《公告牌》热门乡村歌曲榜的前十名，其中〈爱情故事〉和 〈与我同在〉在该榜单夺得了冠军。《放手去爱》空降《公告牌》二百强专辑榜第一位，是2009年美国最畅销的专辑。放手去爱巡回演唱会是斯威夫特的首次巡回演唱会，总收入超过6,300万美元。由三部分组成的记录片迷你剧集《放手去爱之旅》在电视上播出，随后还发行了DVD和蓝光光盘。2009年，斯威夫特还为凯斯·厄本的一起逃离世界巡回演唱会作助阵演出。
2009年，〈与我同在〉的音乐视频被评为MTV音乐视频大奖的最佳女歌手视频奖。她的获奖感言被饶舌歌手坎耶·韦斯特打断，这一事件成为争议的主题，受到媒体的广泛关注，并成为许多网络模因。音乐电视网的詹姆斯·蒙哥马利（James Montgomery）认为，这一事件和随后的媒体关注使斯威夫特成为“一个真正的主流名人”。这一年，她赢得了包括年度艺人和最受喜爱的乡村专辑在内的五项全美音乐奖。《公告牌》将她评为2009年的年度艺人。这张专辑在全国公共广播电台的2017年公布的女性创作的150张最伟大的专辑列表中排名第99名。在2009年CMT音乐奖上，她凭借〈爱情故事〉赢得了年度最佳视频和年度最佳女性视频，并与说唱歌手提潘一起出演了歌曲饶舌模仿视频《Thug Story》。在第52届格莱美奖上，《放手去爱》被获得了年度专辑和最佳乡村专辑，〈白马〉获得最佳乡村歌曲和最佳乡村女歌手表演，斯威夫特是获得年度专辑的最年轻艺人。在2009年乡村音乐协会奖上，斯威夫特凭借《放手去爱》获得年度专辑，并被评为年度艺人，她是这一荣誉的最年轻得主。
斯威夫特参与演唱了约翰·梅尔的单曲〈半颗心〉和男生爱女生的单曲〈二大于一〉，这两首歌曲都是她参与创作的。她与凯莉·皮克勒共同创作并录制了〈Best Days of Your Life〉，并参与创作了《汉娜·蒙塔娜：电影版》原声带中的两首歌曲——〈找到回家的路〉和〈再疯一点〉。她为原声带贡献了两首歌曲，包括单曲〈今天是一场童话〉，这是她在加拿大百强单曲榜上的第一支冠军单曲，并在《公告牌》百强单曲榜上达到第二名。2009年10月，在拍摄她的电影处女作《情人节》时，斯威夫特与合作演员泰勒·洛特纳开始了恋情；同年晚些时候他们分手了。斯威夫特在影片中饰演洛特纳所饰演角色的呆萌女友，她的演技获得了不同的评价。2009年，她在《犯罪现场调查》的一集中实现了电视剧首秀，她饰演一位叛逆少女。她还作为音乐嘉宾在《周六夜现场》的一集中进行主持和表演；她是该节目第一位自己写开场白的主持人。

### 2010年–2014年：《爱的告白》与《红》

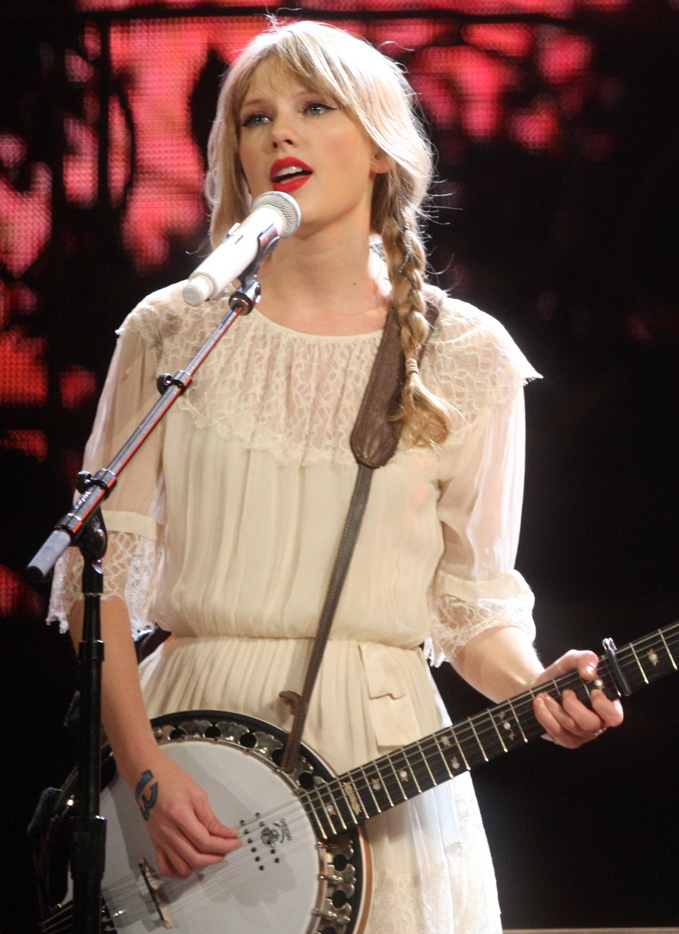
2012年，斯威夫特在爱的告白世界巡回演唱会上表演

2010年8月，斯威夫特发布了她的第三张录音室专辑《爱的告白》的主打歌，歌曲在《公告牌》百强单曲榜上最高达到第三位。斯威夫特独自创作了整张专辑，并参与了每首歌的制作。2010年10月25日发行的《爱的告白》空降《公告牌》二百强专辑榜冠军，首周销量达100万张。它成为女歌手中销售最快的数字专辑，一周内有27.8万次下载，使斯威夫特获得了2010年吉尼斯世界纪录中的一项。〈我的〉〈回到十二月〉〈卑鄙〉〈我们的故事〉〈火花飞舞〉〈有你有我〉这几首歌曲作为了单曲发行。除〈我们的故事〉外的所有的歌曲都进入了热门乡村歌曲榜的前三名，〈火花飞舞〉和〈有你有我〉获得了乡村榜的冠军。〈回到十二月〉与〈卑鄙〉在加拿大进入了前十名。2010年晚些时候，她与演员杰克·吉伦哈尔短暂约会。
在她2011年的巡演场次中，她在自己的左臂上写下了其他人歌曲的歌词。在2012年第54届格莱美奖上，斯威夫特凭借她在颁奖典礼上演唱的〈卑鄙〉获得了最佳乡村歌曲和最佳乡村独唱表演。媒体出版物表示，与她备受批评的2010年格莱美表演相比，这次表演是一个进步，证明了她作为一个音乐人所拥有的能力。斯威夫特也因《爱的告白》赢得了其他许多奖项，包括纳什维尔词曲作家协会颁发的年度词曲作家/艺人（2010年和2011年），《公告牌》颁发的年度女性（2011年），乡村音乐学院颁发的年度艺人（2011年和2012年），以及乡村音乐协会颁发的年度艺人（2011年）。在2011年全美音乐奖上，斯威夫特赢得了年度艺人和最受喜爱乡村专辑的奖项。《滚石》在其2012年“有史以来50张最佳女性专辑”名单中把《爱的告白》排在第45位，并写道：“她的歌曲虽然可能会被乡村电台播放，但她是我们这些日子来为数不多的真正的摇滚明星之一，她的耳朵完美无瑕，能让歌曲一鸣惊人。”
爱的告白世界巡回演唱会从2011年2月一直持续到2012年3月，总收入超过1.23亿美元。2011年11月，斯威夫特发行了巡演的现场专辑《爱的告白世界巡回演唱会：现场》。她为《饥饿游戏》原声带贡献了两首原创歌曲：与圣战乐团和T·邦尼·伯内特共同创作并录制的〈安然无恙〉，以及〈睁开双眼〉。〈安然无恙〉赢得了格莱美奖最佳视觉媒体歌曲奖项，并获得了金球奖最佳原创歌曲的提名。斯威夫特助阵演唱了B.o.B于2012年5月发布的单曲〈Both of Us〉。2012年7月至9月间，斯威夫特与小罗伯特·F·肯尼迪和玛丽·理查森·肯尼迪的儿子康纳·肯尼迪有一段恋情。
2012年8月，斯威夫特发行了她的第四张录音室专辑《红》的主打歌〈我们再也回不去了〉，这首歌成为她在美国和新西兰的第一首冠军单曲，并在发行50分钟后登顶iTunes数字歌曲销售榜，获得了历史上最快销售数字单曲的吉尼斯世界纪录。该专辑发行的其他单曲包括〈重新开始〉〈我知道你是大麻烦〉〈都變了〉〈最後一次〉〈红〉。〈我知道你是大麻烦〉在澳大利亚、加拿大、丹麦、爱尔兰、新西兰、英国和美国的排行榜上进入了前五名。其他三支单曲〈重新开始〉、〈22〉和〈红〉在美国进入了前20名。

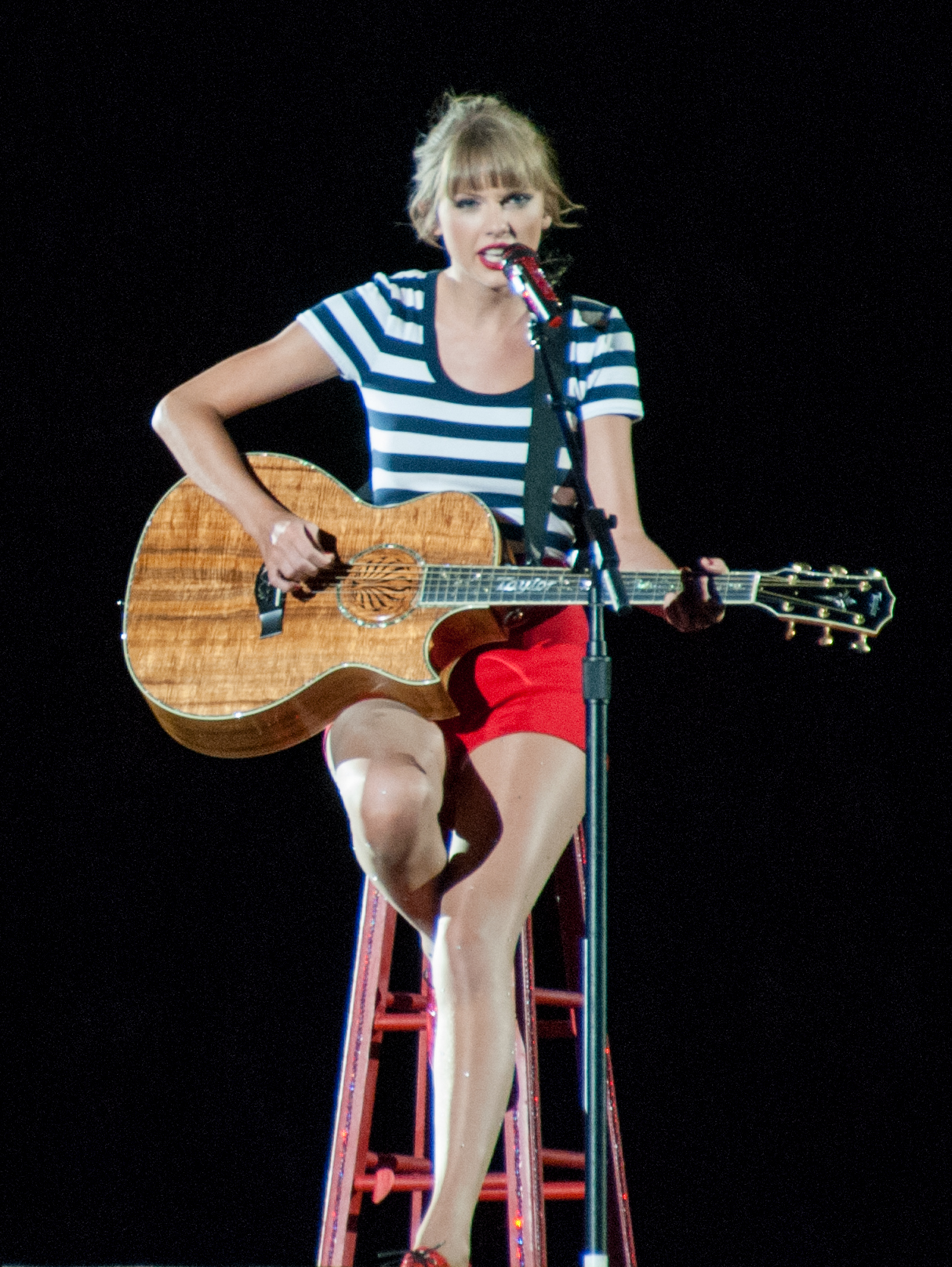
2013年，斯威夫特于红巡回演唱会

《红》于2012年10月22日发行。在《红》中，斯威夫特与长期合作的内森·查普曼和利兹·罗斯以及新的制作人马克斯·马丁和希尔贝克进行了合作。这张专辑为斯威夫特融入了新的类型，如心地摇滚、回响贝斯和流行舞曲。这张专辑在空降《公告牌》二百强专辑榜冠军，首周销量为121万张，使斯威夫特成为第一位有两张百万销量专辑的女性，这一记录也被吉尼斯世界纪录所认可。《红》是斯威夫特在英国的第一张冠军专辑。红巡回演唱会从2013年3月持续到2014年6月，总收入超过1.5亿美元，创造了收入最高的乡村巡演记录。
截至2014年，《红》已售出800万张。这张专辑赢得了多项荣誉，包括在2014年第56届格莱美奖上获得了四项提名。专辑的单曲〈我知道你是大麻烦〉获得了2013年MTV音乐视频大奖最佳女性音乐视频。斯威夫特在2012年获得了全美音乐奖最佳乡村女歌手，并在2013年获得年度艺人。她在2012年和2013年连续第五年和第六年获得纳什维尔词曲作家协会的词曲作家/艺人奖，并被该协会特别授予顶峰奖（Pinnacle Award），使她成为继加斯·布鲁克斯之后第二位获得该荣誉的人。在此期间，她与英国歌手哈里·斯泰尔斯有一段短暂的恋情。
2013年，斯威夫特录制了歌曲〈比小说更甜蜜〉，这是她与杰克·安东诺夫为《成名机会》电影原声带创作并制作的歌曲，这首歌在第71届金球奖上获得了金球奖最佳原创歌曲的提名。她在蒂姆·麦格罗的歌曲〈Highway Don't Care〉中助阵献声，凯斯·厄本为这首歌作吉他演奏。斯威夫特在滚石乐队《50 & Counting》巡演伊利诺伊州芝加哥站上与乐队一同演唱了〈As Tears Go By〉。在2013年乡村广播研讨会上，她在佛乔航线的演出中加入了他们的舞台，演唱了〈Cruise〉。演艺方面，斯威夫特在动画片《羅雷司》（2012年）中为爱树之人奥黛丽配音，并在情景喜剧《杰茜驾到》（2013年）中客串，以及在小说《记忆传授人》的电影改编版（2014年）中担任配角。

### 2014年–2018年：《1989》与《名誉》

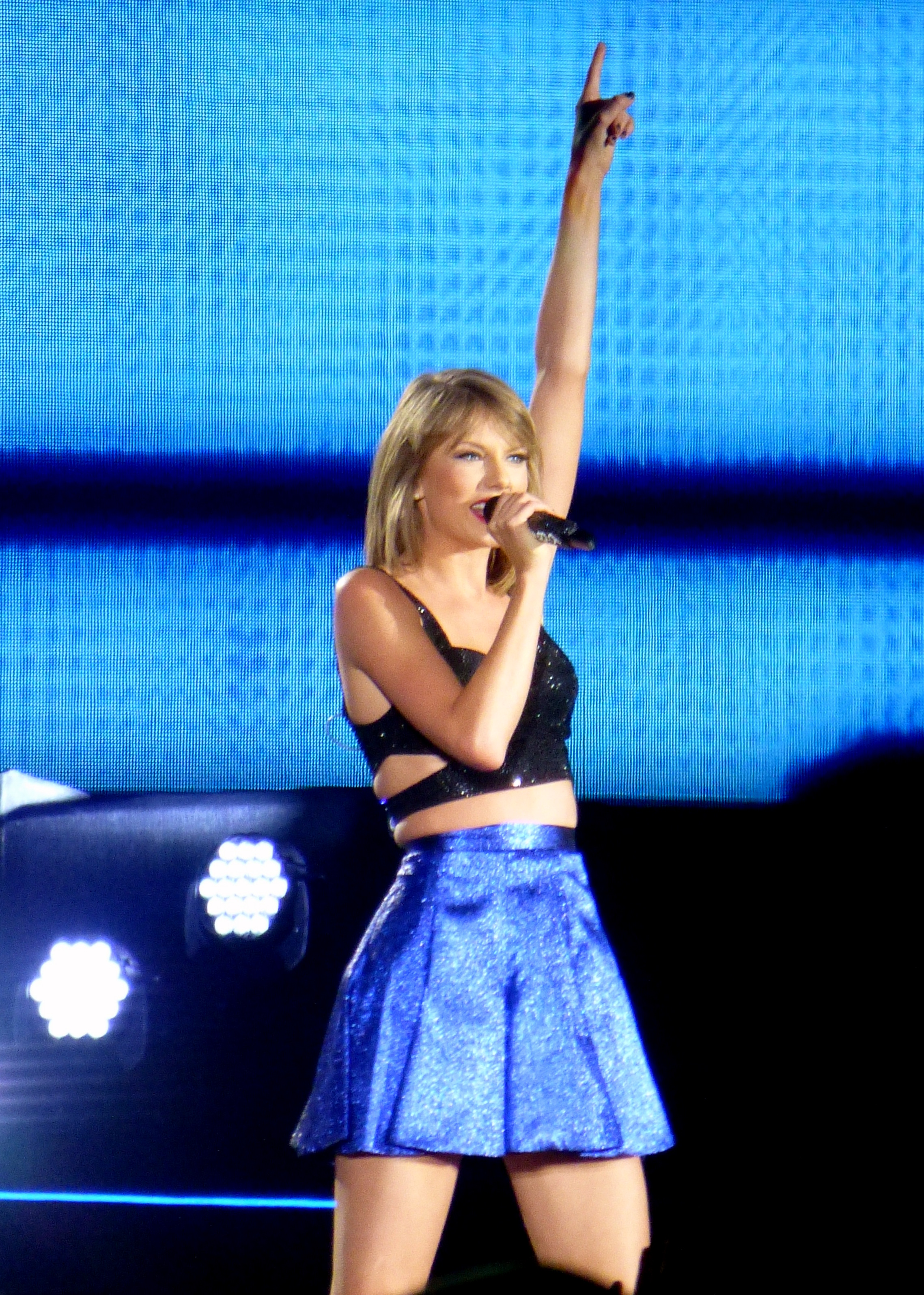
斯威夫特在1989世界巡回演唱会上，这是2015年收入最高的巡演

2014年3月，斯威夫特开始住在纽约。大约在这个时候，她与制作人杰克·安东诺夫、马克斯·马丁、希尔贝克、伊莫珍·希普、瑞恩·泰德和阿里·帕亚米一起制作了她的第五张录音室专辑《1989》。她通过各种活动推广这张专辑，包括邀请粉丝参加秘密专辑试听会。受20世纪80年代合成器流行音乐的影响，斯威夫特中断了与她此前专辑中乡村音乐的联系，并将《1989》作为她的“第一张有记录的、正式的流行专辑”进行推广。该专辑于2014年10月27日发行，并在《公告牌》二百强专辑榜上空降冠军，首周销量达128万张，使斯威夫特成为第一位有三张专辑在首周销量超过100万张的歌手，再次打破吉尼斯世界纪录。截至2017年6月，《1989》在全球的销量已超过1,000万张。专辑单曲〈通通甩掉〉、〈空格〉和〈敌对〉（说唱歌手肯德里克·拉马尔助阵）在澳大利亚、加拿大和美国夺得了冠军单曲，前两首使斯威夫特成为第一位取代自己歌曲登上《公告牌》百强单曲榜冠军的女性；单曲〈型〉和〈狂野的梦〉在美国进入了排行榜前十名；其他两支单曲是〈脱离困境〉和〈新浪漫主义〉。1989世界巡回演唱会从2015年5月持续到12月，是当年收入最高的巡回演唱会，总收入为2.5亿美元。
在《1989》发行前夕，斯威夫特强调了专辑对艺人和粉丝的重要性。2014年11月，她从Spotify删除了她的全部音乐作品，认为该流媒体公司广告支持的免费服务不利于促进为词曲作家提供更高版税的会员服务。在2015年6月的一封公开信中，斯威夫特批评Apple Music在三个月免费试用期内不向艺人们提供版税，并表示她将从该平台上下架《1989》。第二天，苹果公司宣布它将在免费试用期内向艺人支付报酬，而斯威夫特也同意不在该平台下架专辑。斯威夫特的知识产权管理和控股公司——TAS权利管理公司（TAS Rights Management）申请了73个与斯威夫特和《1989》专辑时期梗图的有关商标。2017年6月，她在Spotify、亚马逊音乐和Google Play及其他数字流媒体平台上重新上架了《1989》在内的全部音乐作品。
斯威夫特在2014年被《公告牌》评为年度女性，成为第一位两次获得该荣誉的艺人。在2014年全美音乐奖上，斯威夫特获得了首届迪克·克拉克杰出贡献奖。2015年，斯威夫特获得了全英音乐奖国际女歌手的奖项。在2015年MTV音乐录影带大奖上，〈敌对〉的音乐视频赢得了年度视频和最佳合作奖项。在2015年乡村音乐学院奖上，斯威夫特是获得50周年里程碑奖的八位艺人之一。在2016年第58届格莱美奖上，《1989》获得了年度专辑和最佳流行演唱专辑，〈敌对〉获得了最佳音乐视频。斯威夫特是第一位以独唱身份两次赢得年度专辑的女性，也是第五位达到这一成就的艺人。
2015年3月至2016年6月，斯威夫特与苏格兰DJ和唱片制作人卡尔文·哈里斯交往。分手前，他们共同创作了由巴巴多斯歌手蕾哈娜演唱的歌曲《天注定》；斯威夫特最初以化名尼尔斯·舍贝里（Nils Sjöberg）示为歌曲的创作者。在与英国演员汤姆·希德勒斯顿短暂交往几个月后，斯威夫特于2016年9月开始与英国演员乔·阿尔文交往。她创作的歌曲〈更好的男人〉被大城小事于11月发行的第七张专辑《乘风破浪》所收录，这首歌为斯威夫特赢得了第51届乡村音乐协会奖的年度歌曲。斯威夫特和英国歌手泽恩·马利克为电影《五十度黑》（2017年）的原声带一同发行了单曲《無愛不活》。这首歌在美国最高排名第二位，并在2017年MTV音乐录影带大奖上获得最佳合作奖项。

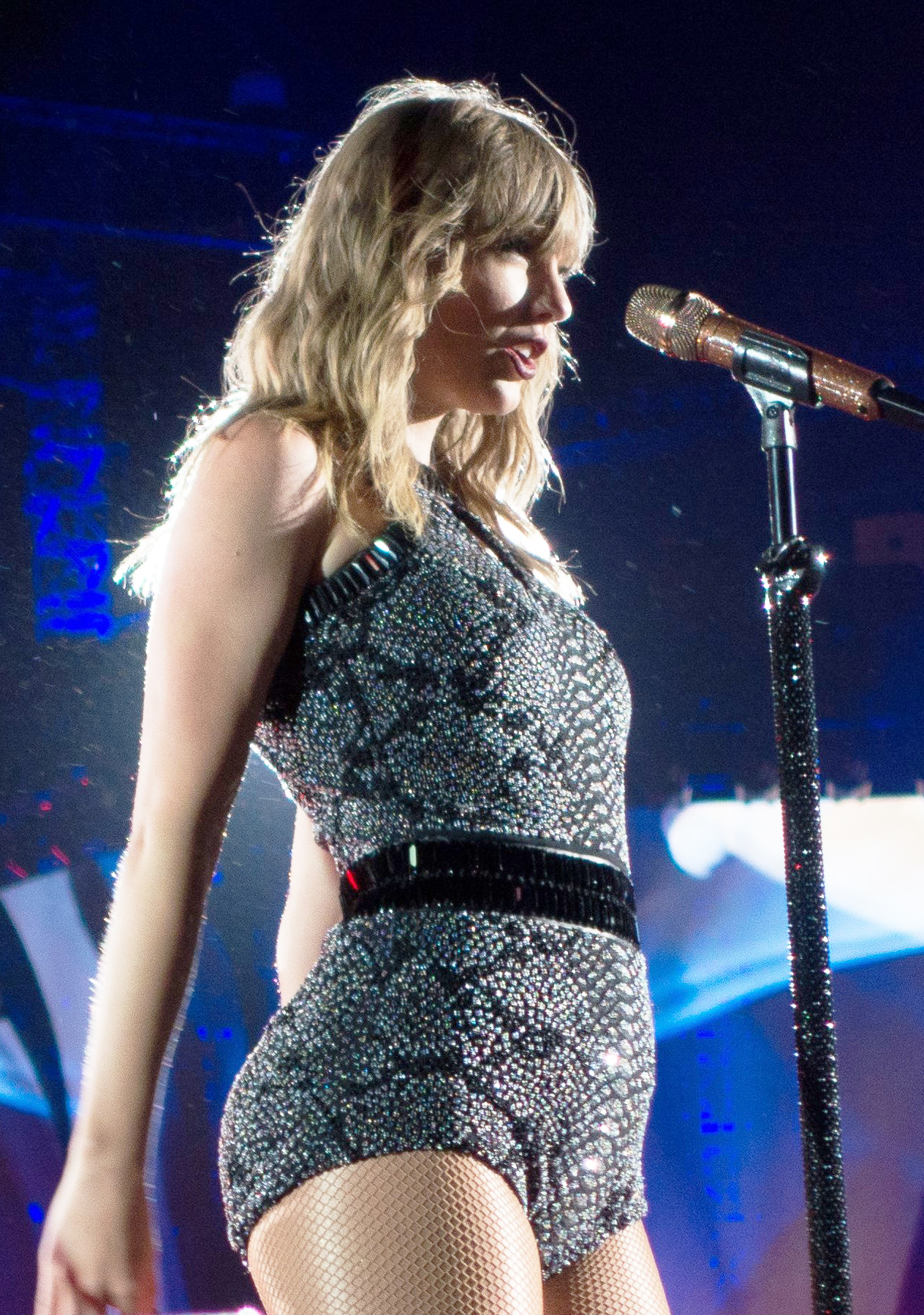
斯威夫特在在她的名誉体育场巡回演唱会（2018年）上，这是有史以来收入最高的北美巡演

2017年8月，斯威夫特成功起诉了丹佛KYGO-FM电台的前早间节目主持人大卫·穆勒（David Mueller）。四年前，斯威夫特曾向穆勒的上司举报他在一次活动中对她进行了性骚扰。被解雇后，穆勒指责斯威夫特撒谎，并起诉她，要求她赔偿他失去工作的损失。不久后，斯威夫特以性侵犯为由提出反诉，并以一美元作为名义赔偿。陪审团驳回了穆勒的主张，并作出了有利于斯威夫特的裁决。在从公众的视野下停止活动一年后，斯威夫特突然清空了她的社交媒体账户，随后发行了第六张录音室专辑《名誉》的主打单曲〈瞧你们让我做了什么〉。这支单曲是斯威夫特在英国的首支冠军单曲，它也在澳大利亚、爱尔兰、新西兰和美国的排行榜上夺得了冠军。
《名誉》于2017年11月10日发行，其灵感来自于斯威夫特在《1989》时期因小报新闻和部分明星对她的名誉损害以及在2016年因肯伊·威斯特的歌曲《出名》造成的相关争议和网络暴力后远离公众视野下的生活。这张专辑融入了浓重的电子流行音乐，并受到了嘻哈、节奏布鲁斯和电子舞曲的影响。这张专辑在《公告牌》二百强专辑榜上空降冠军，首周销量为121万张，凭借这一成就，斯威夫特成为了美国第一位有四张专辑在首周内售出一百万张的歌手。专辑也在英国、澳大利亚和加拿大排行榜上夺冠，首周内全球销量超过200万张。截至2018年，专辑的全球销量已经超过450万张。该专辑有三支单曲在国际发行，包括进入美国排行榜前五名的〈准备好了吗？〉，以及两首美国进入前二十名的〈游戏终结〉（由艾德·希兰和说唱歌手未来小子助阵演唱）和〈易碎〉。其他单曲有仅在美国乡村电台派台的〈新年日〉，以及仅澳大利亚发行的〈逃离之车〉。
2018年4月，斯威夫特在甜园乐队专辑《重裝登場》中的歌曲〈宝贝〉中献声。在2018年5月到11月期间，为了宣传《名誉》，她举办了名誉体育场巡回演唱会。在美国，该巡演的票房收入为2.661亿美元，售出了200多万张门票，打破了斯威夫特自己保持的女艺人在美国巡演的最高收入记录，该记录之前由她2015年的1989世界巡回演唱会（1.815亿美元）保持，它还打破了历史上收入最高的北美巡回演唱会的记录。在全球范围内，该巡演的总收入为3.457亿美元，使其成为当年收入第二高的巡回演唱会。11月下旬，大机器唱片在流媒体服务上发行了名誉体育场巡回演唱会的播放列表，其中收录了巡演期间在B舞台上表演的所有歌曲。12月31日，斯威夫特在Netflix上发行了名誉体育场巡回演唱会的现场录像
《名誉》获得了2019年第61届格莱美奖最佳流行音乐专辑的提名。在2018年全美音乐奖上，斯威夫特获得了包括年度艺人和最受欢迎流行/摇滚女歌手在内的四个奖项，包括该届颁奖典礼在内，斯威夫特总共获得了23个奖项，使她成为全美音乐奖历史上获奖最多的女歌手，这一纪录此前由惠特妮·休斯顿保持。

### 2019年–2020年：《恋人》、《民间故事》与《永恒故事》
《名誉》是斯威夫特与大机器唱片签订的12年合同中的最后一张专辑。2018年11月，她与大机器的发行商环球音乐集团签署了一份包含数张专辑的新合约；在美国，她后续作品的发行会在環球音樂旗下的Republic唱片出版及推广。斯威夫特称合同中包括一项条款让她保持对其母带录音的所有权，此外，如果环球公司出售其在Spotify的任何部分股份，Spotify同意在其艺术家中分配不可收回的部分收益。

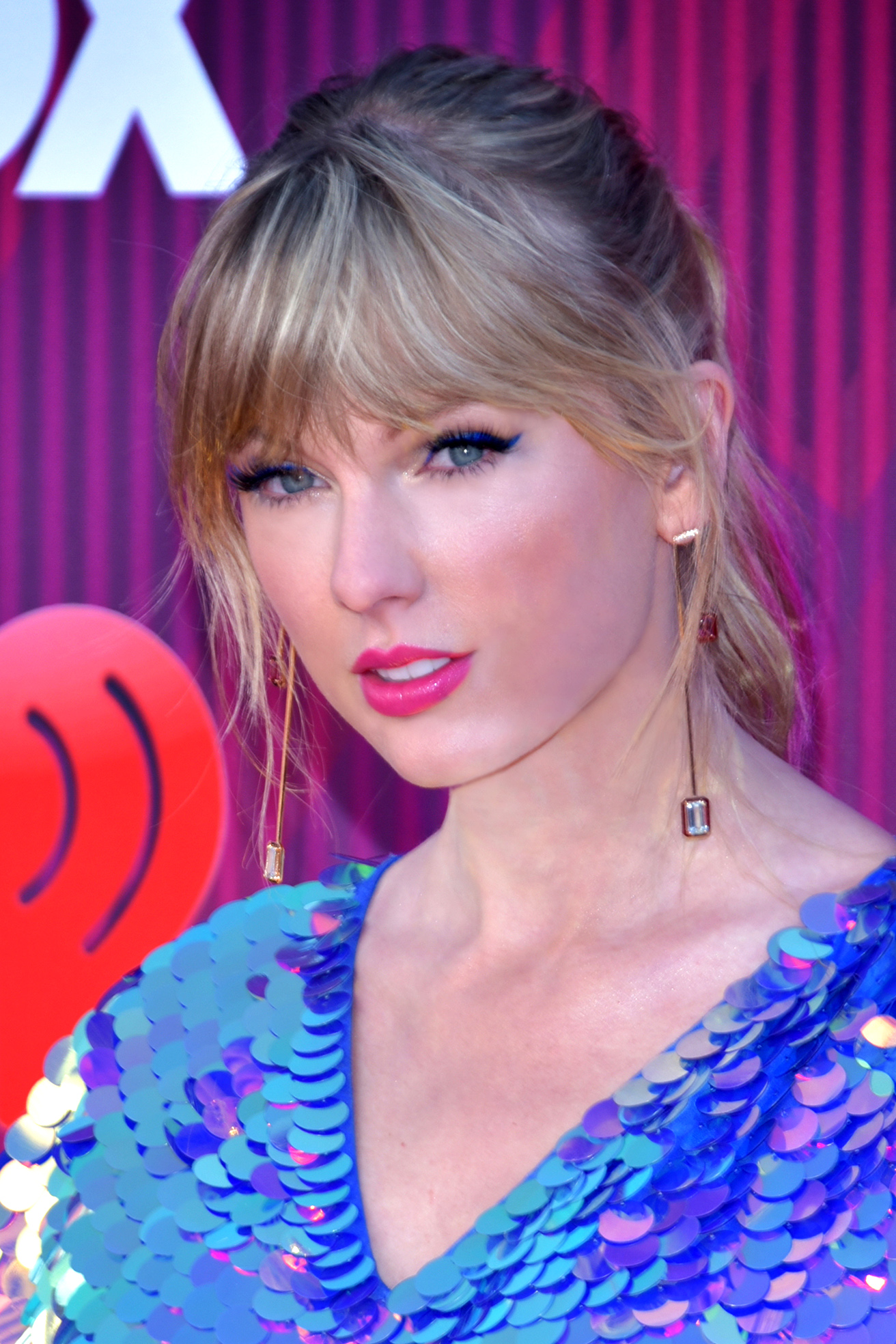
斯威夫特出席2019年iHeartRadio音乐奖

斯威夫特于2019年8月23日发行了她的第七张录音室专辑《恋人》。除了长期合作的杰克·安东诺夫外，斯威夫特与新的制作人路易斯·贝尔、弗兰克·杜克斯和乔尔·立特进行了合作。《恋人》是斯威夫特连续第六张在美国单周销量突破50万张的专辑，斯威夫特因此成为首位实现这一成就的女艺人。专辑中的所有18首歌曲都在同一周内登上了《公告牌》百强单曲榜，打破了女性艺人同时入榜的记录。专辑主打歌我！在《公告牌》百强单曲榜上首登第100位，一周后上升到第二位，创下了榜单历史上最大的单周跳跃。《恋人》中的其他单曲都取得了不错的成绩，你需要冷静和恋人进入了美国排行榜前十，进入了排行榜前40位。《恋人》是2019年全球最畅销的录音室专辑，销量达到320万张。国际唱片业协会授予斯威夫特2019年全球最畅销艺人称号，使斯威夫特成为第一位两次获得该荣誉的女性；她此前曾在2014年获得该荣誉。这张专辑赢得了广泛赞誉，在2020年第62届格莱美奖上获得了三项提名，在2019年MTV音樂錄影帶大獎上，我！的音乐视频赢得了最佳视觉特效奖项，你需要冷静赢得了年度音乐视频和正能量视频奖项，斯威夫特是第一位执导自己音乐视频并获得年度音乐视频的女性，她是达到这一成就的第二位艺人。斯威夫特在2019年全美音乐奖赢得了六项奖项，包括年度最佳艺人和十年最佳艺人。
斯威夫特在安德鲁·劳埃德·韦伯的同名音乐剧改编的电影（2019年）中扮演邦贝鲁琳娜，她参与创作并录制了获得了金球奖提名的原创歌曲美丽灵魂。尽管评论家们对这部电影的评价是负面的，但斯威夫特因其角色和音乐表演而获得了积极反馈。记录了斯威夫特的部分生活和职业生涯的纪录片《美国甜心小姐》在2020年圣丹斯电影节上首映，并于2020年1月31日在Netflix上线。《美国甜心小姐》中收录了斯威夫特在2018年美国中期选举后创作的歌曲只有年轻。2020年2月，斯威夫特与环球音乐出版集团签署了一份全球独家出版协议，此前她与索尼/聯合電視音樂出版的16年合同已经到期。
2019年，斯威夫特卷入了与艺人经纪人斯库特·布劳恩和她的前唱片公司大机器的公开纠纷之中，这场纠纷主要关于收购她过去专辑的母带版权。斯威夫特在她的Tumblr的博客上称，她多年来一直试图购买这些母带，但大机器只允许她用新专辑换取另一份合同下的旧专辑，而她选择不这样做。2020年4月，大机器发行了《2008年清晰频道不插电现场》，这是一张斯威夫特在2008年广播节目中表演的现场专辑，斯威夫特并没有授权这张专辑的发行。10月，布劳恩将斯威夫特的母带、视频和艺术作品，以3亿美元的价格卖给了三叶草控股。11月，斯威夫特开始重新录制她的早期作品。《滚石》强调了这一决定与之前她反对Spotify和Apple Music等流媒体服务对艺术家的压低版税的做法，认为这是2010年代十年间音乐行业中最具决定性的两个时刻。2020年4月，斯威夫特原定举办宣传《恋人》的巡回演唱会Lover Fest由于2019冠状病毒病疫情而取消。
2020年，斯威夫特发行的两张专辑广受好评，并获得了商业上的成功。她的第八张录音室专辑《民间故事》发行于7月24日，第九张录音室专辑《永恒故事》发行于12月11日。斯威夫特在2019冠状病毒病疫情隔离期间，与制作人杰克·安东诺夫和国民乐队的亚伦·戴斯纳合作，创作并录制了这两张专辑。两张专辑都有与美好冬季乐队参与演唱的曲目，《永恒故事》还收录了国民乐队与海慕乐队的合作曲目。斯威夫特的男友乔·阿尔文以笔名威廉·鲍里（William Bowery）共同创作并共同制作了部分歌曲。斯威夫特在其执导的音乐纪录片《民间故事：长塘录音室现场》中讨论了《民间故事》的制作过程，该纪录片于11月25日上线。在美国，《民间故事》和《永恒故事》各自分别派台了三支单曲——分别派往主流电台、乡村电台和成人专辑另类电台；按此顺序，《民间故事》的三支单曲是羊毛衫、贝蒂和流放（美好冬季乐队助阵），《永恒故事》的三支单曲是柳、无迹可寻（海慕乐队助阵）和科尼岛（国民乐队助阵）。在两张专辑的主打歌羊毛衫和柳首周均在《公告牌》百强单曲榜上夺冠的同时，两张专辑也均在《公告牌》二百强专辑榜上夺冠，使斯威夫特成为第一位同时在美国单曲和专辑排行榜上夺冠的艺人。两张专辑在首周内的全球销量都超过了100万张，其中《民间故事》的销量超过200万张。《民间故事》打破了吉尼斯世界纪录，成为Spotify上女性艺人专辑中首日最高流媒体播放量的专辑，并成为2020年美国最畅销的专辑，销量超过120万张。斯威夫特是2020年美国收入最高的歌手，也是全球收入最高的独唱歌手。在2020年全美音乐奖上，斯威夫特获得了三项奖项，包括创纪录地连续第三年获得年度艺人奖。在第63届格莱美奖上，《民间故事》获得了年度专辑，使斯威夫特成为历史上第一位三次获得该奖项的女性。

### 2021年–2023年：重录专辑与《午夜》

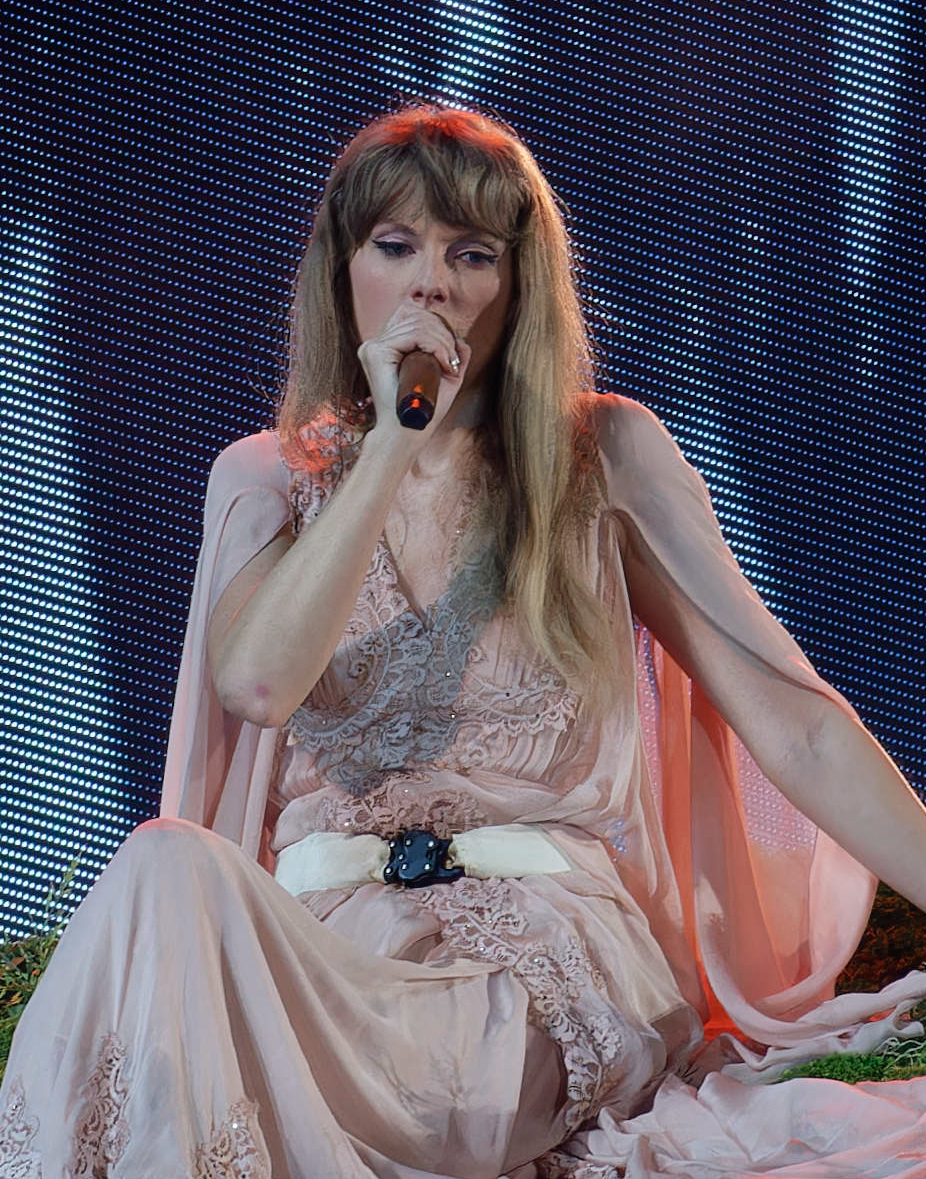
2023年，斯威夫特時代巡迴演唱會上进行表演

在母带版权争议之后，斯威夫特在2021年内发行了两张加注了“重制版（Taylor's Version）”的重录专辑。首张重录专辑《放手去爱 (重制版)》在《公告牌》二百强专辑榜上成功夺冠，成为首张在该榜单上登顶的重录专辑，爱情故事 (重制版)、你仍在我心里（玛伦·莫里斯助阵）与就在那时三首歌曲提前于专辑发行，爱情故事 (重制版)使斯威夫特成为继多莉·帕顿之后第二位同时拥有原版和重录版单曲均在热门乡村歌曲榜上夺冠的艺人。9月17日，斯威夫特发行了〈狂野的梦 (重制版)〉，此前这首歌的原版在在线视频分享应用抖音上引起了热度。第二张重录专辑《红 (重制版)》发行于11月12日。专辑最后一首歌曲回忆太清晰 (十分钟完整版)在美国《公告牌》百强单曲榜上夺冠，成为历史上在该排行榜上歌曲时长最长的冠军歌曲，斯威夫特还以歌曲为蓝本执导了《回忆太清晰：电影短片》。她是2021年收入最高的女歌手，她2020年的专辑和重录专辑都进入了当年十大最畅销专辑。2021年5月，斯威夫特被全英音乐奖授予全球偶像奖，并被美国国家音乐出版商协会授予了词曲作家偶像奖。
此外，斯威夫特于2021年9月17日发行了〈狂野的梦 (重制版)〉，于2022年5月6日发行了〈这份爱 (重制版)〉。除了个人专辑之外，在2021年至2022年期间斯威夫特助阵演唱了四首歌曲：大红机器乐队的Renegade和Birch，海慕乐队的〈Gasoline〉混音版，以及艾德·希兰的〈The Joker and the Queen〉。2022年，斯威夫特发行了收录于悬疑剧情片《沼泽深处的女孩》原声带的〈Carolina〉，并出演了即将上映的时代喜剧片《阿姆斯特丹》。
斯威夫特在2022年MTV音乐录影带大奖上赢得了三项大奖，并破纪录地第三度荣获年度视频（《回忆太清晰：电影短片》）。 在获奖感言中，她宣布了将于10月21日发行的第十张录音室专辑《午夜》。斯威夫特在这张专辑中回归流行音乐，并探索了Electronica和驰放音乐风格。《午夜》在全球范围内打破了多项记录，专辑及其主打歌〈反英雄〉分别以1.85亿和1,740万的播放量成为了Spotify上單日流媒体播放量最高的专辑和歌曲。作为2022年美国最畅销的专辑，《午夜》以157万张的销量空降《公告牌》二百強專輯榜冠军，这是斯威夫特第五张销量超过100万张的专辑，并以此与芭芭拉·斯特赖桑德并列成为拥有最多冠军专辑的女性（11张）。《午夜》的首支單曲〈反英雄〉亦成為成為斯威夫特生涯中第九支冠軍单曲，亦是2022年全美最最暢銷的數位歌曲，亦成為斯威夫特在英國單曲排行榜和《公告牌》百强单曲榜擁佔最長單週冠軍的歌曲。。此外，斯威夫特还破纪录地成为了首位占据《公告牌》百强单曲榜榜前十位的歌手：其他热门歌曲〈薰衣草薄霧〉、〈栗紅〉、〈午夜的雨〉、〈下雪的海灘〉（拉娜·德雷助阵）分别位列第二、第三、第四和第五位。。〈薰衣草薄霧〉於2022年11月成為第二支單曲，並於2023年5月推出了《業力》(冰辣妹助阵)的混音版單曲。
为了推广《午夜》和她之前的所有专辑，斯威夫特於2023年三月展開時代巡迴演唱會。在2023年，巡演僅在預售期一日之內就售出二百萬張門票，打破了單日售出演唱會門票的記錄，巡迴演唱會的售票平台Ticketmaster隨即以沒有足夠門票來滿足歌迷需求為理由，取消接下來的一般售票。是次售票風波引起美國民眾及政界對Ticketmaster壟斷的批評爭議。
不少媒體指出斯威夫特的熱門程度亦隨著2020年至2023年發行的六張專輯而達到了巔峰，如音樂界專業報刊全球音樂業務描述斯威夫特的事業達致「跨越平流層，全球性的成功」，而滾石雜誌則讚揚斯威夫特成為比以前更具影響力的國際巨星.
第三張重錄專輯《愛的告白 (重製版)》亦於2023年7月7日發行。憑著《愛的告白 (重製版)》及其餘十一張專輯，斯威夫特打破芭芭拉·史翠珊的記錄，成為《公告牌》二百強專輯榜史上擁有最多冠軍專輯的女性。。9月12日，于2023年MTV音乐视频大奖中斩获9项大奖，其中《反英雄》获年度录影带奖。

### 2024年：《苦难诗社》
2024年1月，Twitter平台流传一批利用人工智能技术Deepfake生成的泰勒絲裸照，相关图片随后扩散到其他社交媒体平台。为避免伪造裸照进一步扩散，Twitter临时屏蔽了泰勒絲的搜索结果。
2024年2月，在第66屆葛萊美獎上，泰勒絲获得个人第四个年度专辑奖，创下历史新高。会上，泰勒絲宣布第11张录音室专辑《折磨詩人俱樂部》定于2024年4月19日面世。2024年4月19日，《折磨詩人俱樂部》正式發行，泰勒絲於專輯發行兩小時後，於個人社群媒體上驚喜宣布此專輯為一雙專輯。
《折磨詩人俱樂部》獲得重大商業成功。釋出首日，該專輯在全球合計取得超過3.13億之播放量，其首張主打單曲〈Fortnight〉亦取得超過2520萬播放量，兩者一同打破Spotify上單日流媒体播放量最高的专辑和歌曲的紀錄（此紀錄先前由泰勒絲的《午夜》保持）。憑藉此張專輯，泰勒絲再次空降《公告牌》二百強專輯榜與《公告牌》百强单曲榜的冠军，並以佔據百強單曲榜的前十四名，打破以《午夜》創下的紀錄，持續刷新世界級的成就。

### 2025年–至今：《The Life of a Showgirl》
2025年5月30日，斯威夫特从三叶草控股购买了她前六张原始录音室专辑的母带版权。三个月后，斯威夫特宣布她的第12张录音室专辑《The Life of a Showgirl》，定于2025年10月3日发行。

## 艺术技巧

### 所受影响
斯威夫特最早的音乐记忆之一是听她的外祖母美国歌剧歌手瑪裘瑞·芬利在教堂里唱歌。小时候，她喜欢迪士尼电影原声带：“我的父母注意到，一旦我词穷了，我就会自己想出歌词。”斯威夫特曾说，她的自信归功于她的母亲，她的母亲在她小时候帮助她准备课堂展示；她还将自己“对写作和讲故事的迷恋”归功于她的母亲。斯威夫特被乡村音乐注重叙事的这一方面所吸引，并通过聆听“90年代伟大的女性乡村艺术家”——仙妮亚·唐恩、费丝·希尔和南方小鸡的歌曲，了解到这一类型的音乐。唐恩，无论是作为词曲作家还是表演者，都在音乐上给了她很大的影响。希尔是斯威夫特的童年榜样，“她说的每一句话，做的每一件事，穿的每一件衣服，我都试图去模仿”。她钦佩南方小鸡的挑衅态度和她们自己演奏乐器的能力。莲儿与啷当六便士的〈Kiss Me〉是斯威夫特学会用吉他演奏的第一首歌。斯威夫特还深入了解了老一辈乡村明星的音乐，如帕特西·克莱恩、洛雷塔·林恩、塔米·怀内特和多莉·帕顿，她认为帕顿是“每位女性词曲作家的伟大榜样”；以及像帕蒂·格里芬和洛丽·麦肯纳这样的另类乡村歌手。她还把凯斯·厄本的音乐风格视为一种影响。
斯威夫特也受到了各种流行和摇滚艺术家的影响。她把保罗·麦卡特尼、布鲁斯·斯普林斯汀、布莱恩·亚当斯、艾米露·哈里斯、克里斯·克里斯托佛森和卡莉·西蒙列为她的职业榜样。在谈及麦卡特尼和哈里斯时，斯威夫特曾说：“尽管他们抓住了机会，但他们在整个职业生涯一直没有改变自己的风格”。麦卡特尼，无论是作为披头士成员还是独唱艺人，都让斯威夫特感到“仿佛我被允许进入他的内心和思想［......］他在那继续给歌迷带来快乐。所有音乐人仅能奢望这样的遗产”。她喜欢斯普林斯汀，因为他的“音乐在这么长的时间里，依然如此有意义”。她渴望随着年龄的增长，成为哈里斯那样的人，能够将音乐置于名利之上。斯威夫特谈到克里斯托佛森时说，他“在歌曲创作方面大放异彩”；并钦佩西蒙是一个“情绪化”但“坚强的人”。她的合成器流行专辑《1989》受到了她最喜欢的一些80年代流行音乐作品的影响，包括彼得·加布里埃尔、安妮·蓝妮克丝、菲尔·柯林斯和麦当娜。作为一位词曲作家，斯威夫特深受琼尼·米歇尔的影响，因为她的自传式歌词传达了最深的情感，“她写的是她最深的痛苦和最纠缠不清的梦魇……我认为（《Blue》）是我的最爱，因为它如此深刻地探索了某人的灵魂”。

### 音乐风格
斯威夫特的唱片涵盖乡村、流行、民谣和另类流派。 她的前三张录音室专辑《泰勒·斯威夫特》、《放手去爱》和《爱的告白》被归类为乡村风格；她不拘一格的第四张录音室专辑 《红》，涵盖了乡村和流行风格； 她接下来的三张专辑《1989》、《名誉》和《恋人》都贴上了流行音乐的标签；《民间故事》和《永恒故事》被认为是另类风格。 乐评家将她的歌曲归类为合成器流行、乡村流行、摇滚、电子流行和独立音乐等；一些歌曲，尤其是《名誉》中的歌曲，融合了节奏布鲁斯、电子舞曲、嘻哈和陷阱的元素。斯威夫特演奏的乐器包括钢琴、班卓琴、尤克里里和各种类型的吉他。 在《1989》发行之前斯威夫特将自己描述为乡村艺术家，她将该专辑描述为她的第一张“声音连贯的流行专辑”。
如果说斯威夫特在她的职业生涯中证明了一件事，那就是她拒绝被放在一个盒子里。她不断发展的声音把她从乡村宠儿带到了流行乐坛，再到民间最新的说书人——这种转变在纸面上似乎很艰巨［……］她的文字艺术是她这一代人中最诱人的，而这一点在她的音乐中从未消失，无论她探索的是什么类型。——国家录音艺术科学学院对斯威夫特的评价
《滚石》写道：“（斯威夫特的歌曲）可能会在乡村电台上播放，但她是我们目前为数不多的真正的摇滚明星之一。”《纽约时报》称“斯威夫特女士的音乐中并没有太多的乡村特色——寥寥不多的班卓琴演奏、一双在舞台上穿的牛仔靴、一把耀眼的吉他——但在她得体、脆弱的表达中，有着纳什维尔特有的东西”。《卫报》写道，斯威夫特“以斯堪的纳维亚流行音乐工厂的严酷效率来快速创作出曲调”。《前音后果》指出她“有能力在保持自我的同时不断重塑自我”；而《时代》则称斯威夫特是“音乐变色龙”，因为她的唱片风格在不断变化。《Clash》称她的职业生涯“一直被一个超越和隐蔽的边界推动”，并正在向顶点前进，即“泰勒·斯威夫特就是泰勒·斯威夫特”，不会被任何风格所定义。

### 演唱技巧
斯威夫特的声部为女中音。据《好莱坞报道》的苏菲·斯基拉奇（Sophie Schillaci）称，她的歌声“甜美而柔和”。《Pitchfork》的萨姆·索多姆斯基（Sam Sodomsky）称其“多才多艺并具有表现力”。乐理教授艾莉莎·巴纳（Alyssa Barna）将斯威夫特的高音区音色定义为“带着呼吸声且明亮的”，而她的低音区则是“饱满且深沉的”。《洛杉矶时报》认为斯威夫特在录音室录音中的“决定性”声乐姿态是“滑落的线条，就像一声知足的叹息或像是挑眉毛，给她那受到只顾享乐的年轻女性欢迎的热单带来轻松亲密的空气”。2010年，《田纳西报》的一位编辑承认，斯威夫特“不是最好的技术歌手”，但将她定义为“我们拥有的最好的沟通者”。她的发声能力是斯威夫特在其早期职业生涯中经常关注的问题，她为提高这一能力“付出了很多努力”。她称她只有在“不确定观众对我的看法时”才会对现场表演感到紧张，比如在颁奖典礼上。
2011年，《滚石》杂志写道：“斯威夫特的声音不受影响，足以揭示了她作为一位歌手变得如此娴熟；她在高潮部分的歌词中压低声音，就像一个害羞的女孩试图说硬话的经典模式。”《乡村之声》写道，她的以前措辞“平淡无奇，但这已经改变了。她仍然可以听起来紧张和柔软，而且经常迷失在音调中，把某些人搞疯；但她学会了如何让歌词听起来像是它们本来的意思。”2014年，NPR音乐称归功于她“特殊的转折天赋”，她的歌声充满了个性和对话性，但也受到“摇摆不定的音调和紧张的鼻音”的困扰。《好莱坞报道者》写道，她的现场演唱“很好”，但与她同龄的艺人不一样，斯威夫特因拒绝用自动调谐软件来修正她的音调而受到赞扬。
2020年，《综艺》的评论人安德鲁·巴克（Andrew Barker）称，斯威夫特对她的唱腔已经有了“非凡的”控制力，从不允许「花哨或棘手的演唱影响到歌词的清晰度」，同时“在她的音域内创造奇迹”并“探索其更大的范围”。在评论斯威夫特2021年重新录制的《放手去爱》时，《纽约时报》评论人林赛·佐拉兹（Lindsay Zoladz）写道，随着时间的推移，她的声音变得更有力、更有控制力、更深沉，摒弃了她早期唱法的鼻音。《Clash》的露西·哈布伦（Lucy Harbron）认为，斯威夫特的唱腔已经演变成“融合了她独特的乡村、流行和独立风格的混合体”。

### 词曲创作
斯威夫特被各大出版物和机构称为有史以来最伟大的詞曲作家之一，也是她这一代中最棒的詞曲作家之一。在2011年接受《纽约客》采访时，斯威夫特认为自己主要是一名词曲作家：“我创作歌曲，而我的声音只是传递这些歌词的一种方式。”斯威夫特的个人经历是她早期歌曲的一个共同灵感，这帮助她驾驭复杂生活的方方面面。她的“日记式”创作技巧从确定一种情绪开始，再确定相应的旋律。在她的前三张录音室专辑中，反复出现的主题是从青少年角度表现的爱情、心碎和不安全感；她在《红》中深入探究了恋爱中不良的动荡关系，在《1989》中拥抱了关系破裂后的怀旧和积极风格；《名誉》的灵感来自于斯威夫特成名后的所受到的负面影响；而《恋人》则详细描述了她对“爱的全部光谱”的认识。除了浪漫，斯威夫特音乐中的其他主题包括亲子关系、友谊、疏远和自我意识。
乐评家们经常赞扬她的自己创作的音乐作品，特别是她的忏悔性叙述；他们称赞她的写作中蕴含着生动的细节和情感的投入，这在流行艺术家中是罕见的。《纽约》杂志认为，斯威夫特是第一位在音乐中明确描绘青少年经历的青少年歌手。《滚石》杂志将斯威夫特描述为“一个对主歌-副歌-桥段结构具有直觉天赋的写歌高手”。虽然乐评对斯威夫特的评论一向都是正面的，但《纽约客》成她通常更像“更多的是一位熟练的技术者，而不是一位迪伦式的幻想家”。根据她歌曲中的忏悔性叙述，小报媒体经常猜测并将歌曲的主题与斯威夫特的前任对象联系起来，《纽约》认为这种做法是“性别歧视，因为这不是对她的男性同行的要求”。除了专辑内页提供的线索外，斯威夫特避免过于详细地谈论歌曲主题。在2013年接受《名利场》采访时，斯威夫特表示，对她写歌的批评——批评者将她的角色解释为“粘人的、疯狂的、绝望的女友，需要让你娶她并和她生孩子”——是“有些性别歧视的”。
在她2020年的专辑《民间故事》和《永恒故事》中，斯威夫特受到逃避主义和浪漫主义的启发，探索虚构性的叙述。在不提及她的个人生活的情况下，她把自己的情感强加给想象中的人物和故事弧线，这使她从小报关注造成的精神压力中解放出来，并为她的艺术创作提出了新的路径。在《滚石》杂志的一篇专题报道中，斯威夫特解释说，在她不再担心商业上的成功之后，她迎接了新的歌曲创作方向。“我总是想，‘这永远不会在流行电台上播出’，但当我在制作《民间故事》时，我想，‘如果你去掉所有的界限，你会做什么？’”随着《永恒故事》的发行，《Spin》发现斯威夫特“以精确性和破坏性”探索了“极其复杂的人类情感”。《前音后果》指出，她2020年的专辑“为怀疑者提供了一个机会，让他们看到斯威夫特充分展示的歌曲创作能力，但事实是，她的笔一直是她的剑”，她的写作能力采取了“不同的形式”，因为她从“青少年的奇才转变为了一个自信和谨慎的成年人”。
斯威夫特的桥段被强调为她的歌曲的最佳方面之一，并为她赢得了媒体的“桥段女王”称号。美国国家音乐出版商协会在2021年授予她词曲作家偶像奖，并表示“在当今的音乐创作方面，没有人”比斯威夫特“更有影响力”。《周刊报道》认为她是现代最重要的女性词曲作家。斯威夫特还发表过两首原创诗歌：《她为什么失踪》（"Why She Disappeared"）和《如果你和我一样》（"If You're Anything Like Me"）。

### 音樂錄影帶
斯威夫特与许多不同的导演合作制作她的音樂錄影帶，随着时间的推移，她越来越多地参与到编剧和导演中。她有自己的制作公司——泰勒·斯威夫特制作公司，该公司制作了如〈我！〉等单曲的MV，并在其作品中隐藏精心设计的线索和彩蛋。2010年，斯威夫特与罗曼·怀特共同执导了〈我的〉的音樂錄影帶 。2011年，她继续与怀特合作拍摄〈卑鄙〉和〈有你有我〉的MV。斯威夫特构思了了〈卑鄙〉的概念和前制论述。在一次采访中，怀特称斯威夫特“积极参与编写论述、选角和衣着。而且在15个小时的拍摄过程中，她全程参与，即使她不在场景里。”
从2014年到2018年，斯威夫特与导演约瑟夫·卡安合作拍摄了八部音樂錄影帶——各四部来自她的专辑《1989》和《名誉》。卡安称赞了斯威夫特对创作过程的参与。2014年，斯威夫特与美国运通合作拍摄了她的〈空格〉MV（由卡安导演），并发布了互动应用程式。斯威夫特以主演和执行制片人，在2015年凭借该应用程式获得了黄金时段艾美奖的杰出互动节目奖项。她在〈敌对〉的MV中获得了制作权，并在2016年获得了格莱美奖最佳音樂錄影帶。斯威夫特为甜园乐队的歌曲〈宝贝〉（2018年）创作了概念，撰写了论述，并出演了MV。此后，她自己也成为了一名MV导演，共同执导了三首《恋人》单曲的MV：〈我！〉与戴夫·梅耶斯，以及〈你需要冷静〉和〈恋人〉与德鲁·基尔希（Drew Kirsch），她与托德里克·霍尔共同执行制作了其中的第二部。斯威夫特是《男人》MV的唯一导演，她因此获得了2020年MTV音樂錄影帶大獎最佳導演奖项；〈羊毛衫〉以及〈柳〉，斯威夫特因此在2021年音樂錄影帶奖上再次获得最佳导演奖提名。2021年11月12日，斯威夫特發行了她為自己的歌曲〈回憶太清晰十分鐘版〉執導的微電影《回憶太清晰：微電影》，同日於AMC Lincoln Square中首播。

## 公众形象
斯威夫特凭借其首张专辑成为青少年偶像，并在全球成名后成为流行偶像。记者们写到她有礼貌、“开放”的个性，在采访过程中“乐意配合”。《华盛顿邮报》的J·弗莱顿·杜拉克（J. Freedom du Lac）称斯威夫特是“媒体的宠儿”，是“记者的梦想（采访者）”。《卫报》将她的性格归因于她在乡村音乐中的成长岁月。《好莱坞报道》将斯威夫特描述为“比尔·克林顿之后的最佳人物”。2012年，前第一夫人米歇尔·奥巴马在为她的慈善事业颁奖时，将斯威夫特描述为一位“以火箭般的速度冲向音乐界的顶峰，但仍然脚踏实地，打破了人们对一个22岁的人所能完成的一切期望”的艺术家；斯威夫特视奥巴马为榜样。

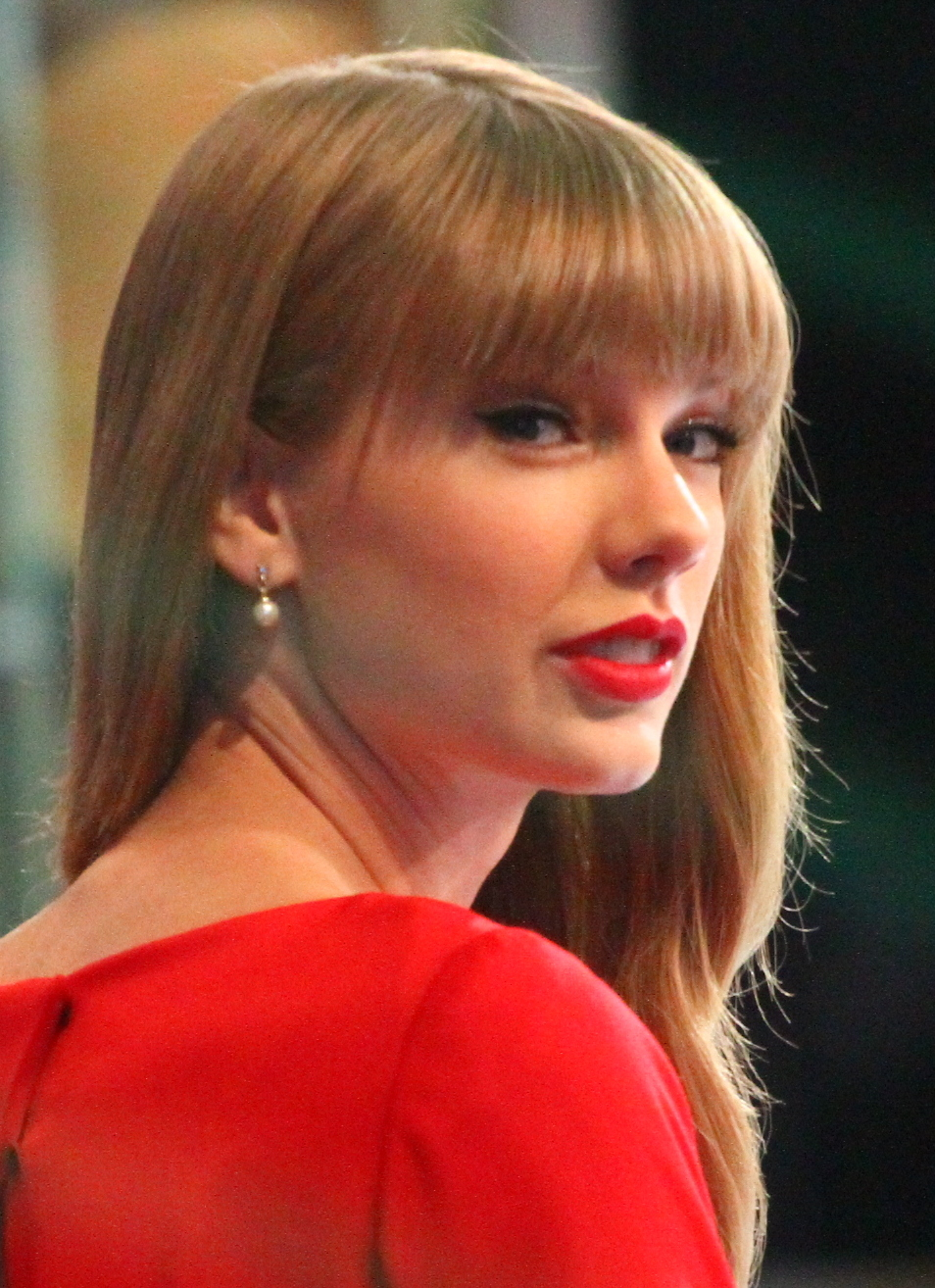
2012年，斯威夫特登上《早安美国》节目。红唇通常被认为是她的标志性造型之一。

2015年，《名利场》将斯威夫特称为“地球上最著名和最有影响力的艺人”。根据YouGov的调查，她于2019年到2021年被列为世界上最令人钦佩的女性音乐人。作为社交媒体上关注量最高的人之一，斯威夫特因在网上与粉丝频繁友好互动而闻名，还通过邮件或亲自为他们送去节日礼物。她认为自己有“责任”意识到自己对年轻粉丝的影响，称赞她与粉丝的关系是她有史以来“最长和最好的”。斯威夫特经常在她的作品和社交媒体帖子中加入彩蛋，让歌迷找出关于即将发行的歌曲的线索。《Elle》的法兹亚·汗（Fawzia Khan）将斯威夫特“持久的”成功部分归功于她与粉丝的亲密关系。
媒体将斯威夫特描述为一位精明的商人。根据营销主管马特·B·布里顿的说法，她的商业头脑帮助她“建立一个与观众建立直接联系的真实人格”，“尽可能多地接触到更多的人”，并“产生一种任何级别的广告都无法激起的宣传和兴奋”。《Inc.》将斯威夫特描述为社交媒体上口耳相传和虚拟口碑营销的一个“不可思议的飞轮”。《The Ringer》网站的作者凯特·尼布斯（Kate Knibbs）在描述她的无所不在时说，斯威夫特不仅仅是一个流行歌手，而是“一个自成一体的音乐生态圈”，她实现了那种“把一个人变成一种制度，变成一种必然”的成功。
尽管斯威夫特不愿意公开讨论她的个人生活——认为这是“事业上的弱点”——但这是媒体广泛关注和小报猜测的一个话题。《Clash》将她比喻为赞美和批评的“避雷针”。虽然《纽约时报》在2013年断言，斯威夫特的“约会史已经开始激起人们强烈反对的感觉”，并质疑她是否处于“青年危机”之中，但某些评论家强调了斯威夫特的生活和事业所受到的厌女症和不当羞辱，她在歌曲《空格》中模仿了媒体对她的描述。《滚石》杂志说，在《1989》发行后，“她所做的一切都成了一个故事”，关于她的新闻循环不停，使她被过度曝光。《名誉》的大部分内容是在她在2015年和2016年经历的 媒体“激烈”关注下构思的，使得她在专辑中采用了一个黑暗、防御性的另我形象。她在歌曲〈那个人〉（2019年）和〈疯女人〉（2020年）中分别批评了性别歧视的双重标准和煤气灯效应。当CBS的记者特蕾西·史密斯问到“为什么要在歌曲中提到喷子们？”时，斯威夫特回答说：“好吧，当他们不再来找我时，我就不再在歌曲中唱道他们。”《Glamour》认为，斯威夫特很容易成为男性嘲笑的目标，并引起“自尊心脆弱的男性”对她的事业进行“大肆抨击”。《每日电讯报》说，她对性别歧视的触觉对这个行业至关重要，她“必须继续让人们承担责任”。

### 时尚
斯威夫特的时尚风格经常被媒体报道，她的街头风格受到好评。她的时尚魅力已经被一些媒体出版物所采纳，如《人物》、《Elle》、《时尚》和《马克西姆》。《时尚》认为斯威夫特是世界上最有影响力的可持续时尚人物之一。《Elle》强调了她在整个职业生涯中采用的各种风格，包括早期的“卷发少女”到后来的“红唇流行女郎”以及“铂金色的头发和撩人的妆容”。斯威夫特以经常重塑自己的形象而闻名，她的每一张专辑都对应着一种特定的美学风格。斯威夫特还通过《民间故事》和《永恒故事》普及了新式田园风格。《前音后果》认为，斯威夫特的外表风格“在十年间从邻家女孩风格的乡村艺人到流行明星再到森林诗人”。
虽然基于她朴实的个性和邻家女孩的形象，她被媒体贴上了“美国甜心”的标签绰号，但斯威夫特坚持认为她没有“按照所有这些僵硬的、奇怪的规则生活，让我感到被束缚。我只是喜欢自己的感觉，这让我感到非常自由”。尽管她在2012年拒绝参与“性感”照片的拍摄，但她在2015年表示“迷人的感觉很好”。彭博社认为斯威夫特是一个性感的象征，尽管与她同时代的许多女性不同，她微妙且老于世故。

## 影响力
斯威夫特的职业生涯帮助塑造了现代乡村音乐界。根据音乐记者乔迪·罗森的说法，斯威夫特是第一位名声传遍美国之外的乡村歌手。她在榜单上的成功延伸到了亚洲和英国，而此前乡村音乐在这些地区并不流行。她被认为是最早使用互联网和网络营销技术（如MySpace）来推广其作品的乡村歌手之一。据《娱乐周刊》的克里斯·威尔曼（Chris Willman）说，她的首张专辑在商业上的成功帮助刚成立不久的大机器唱片公司继续签下加斯·布鲁克斯和珠儿。在斯威夫特成名之后，乡村唱片公司更有兴趣签下自己创作音乐的年轻歌手。由于她的自传式叙事围绕着浪漫和心碎，她将这一体裁引入了可以与她个人相联系的年轻一代。此后，乐评家们注意到斯威夫特的音乐对凯茜·马斯格雷夫斯、玛伦·莫里斯和凯尔茜·巴勒里尼等女性乡村歌手发行的各张专辑的影响。《滚石》将她的乡村音乐列为对2010年代流行音乐的最大影响之一，并在其的百位最伟大的乡村艺术家名单中排在第80位。

斯威夫特的Les Paul吉他和麦克风，展示于菲尼克斯乐器博物馆

她在舞台上的吉他表演促成了“泰勒·斯威夫特因素”，这一现象体现了以前被忽视的女性群体的吉他销售量上升。《Pitchfork》认为，斯威夫特永远地改变了当代的音乐格局，她“以前所未有的方式从青少年的乡村奇才变成了全球流行轰动人物”，她的唱片“具有独特的洞察力”，始终适应着音乐和文化的转变。《Clash》说，斯威夫特跨越流派的职业生涯鼓励她的同龄人尝试不同的声音。《公告牌》认为她影响了艺术家们对他们的音乐的创造性所有权，并评论说她“有能力将她想要的任何声音拉入主流轨道”。音乐记者尼克·卡图奇（Nick Catucci）写道，斯威夫特在她的歌词中表现出个人化和脆弱感，帮助了为后来的流行明星的如比莉·艾利什、爱莉安娜·格兰德和海尔希提供了同样的空间。据《卫报》报道，斯威夫特以其雄心勃勃的艺术视野引领着流行主义在21世纪的重生。
出版物认为斯威夫特的百万销量专辑是2010年代专辑时代衰落后，流媒体主导的音乐产业中的一个反常现象。出于这个原因，音乐学家玛丽·福格蒂（Mary Fogarty）和吉娜·阿诺德（Gina Arnold）将她视为“最后一位伟大的摇滚明星”。斯威夫特是自MRC数据自1991年开始跟踪《公告牌》二百强专辑榜的销售情况以来，唯一一位有六张专辑在首周内销量超过百万张的艺人，也是有史以來第一位重錄專輯首周銷量突破百萬張的藝人。在《纽约》杂志看来，她的百万销售数字证明她是“让音乐产业屈服于她的意志的人”。《大西洋》指出，斯威夫特的“统治”违背了一个艺术家职业生涯的成功阶段很少超过几年的惯例。她是独立唱片店的支持者，为21世纪的黑胶复兴做出了贡献。记者们注意到了她的行动如何促进音乐流媒体平台改革的辩论，并推动了年轻音乐家对知识产权的认识，赞扬了她为音乐产业带来变革的能力。
她被《公告牌》评为2010年代女性，成为第一位获得全美音乐奖年代艺人（2010年代）称号的女性，并获得全英音乐奖全球偶像奖，“以表彰她对全世界音乐的巨大影响”。斯威夫特影响了众多主流和独立的艺人。由于她的成功、音乐的多样性、社交媒体的存在、现场表演和企业赞助，各种资料认为她的音乐是千禧一代的代表和典范。《Vox》称斯威夫特是“千禧一代的布鲁斯·斯普林斯汀”，她通过自己的歌曲讲述了一代人的故事。世界各地的大学都成立了以她为主题的学生社团，如牛津、约克和剑桥。纽约大学帝势艺术学院开设了一门关于斯威夫特职业生涯的课程。她的一些流行歌曲如〈爱情故事〉被进化心理学家研究，以了解流行音乐和人类择偶策略之间的关系。

## 奖项和成就

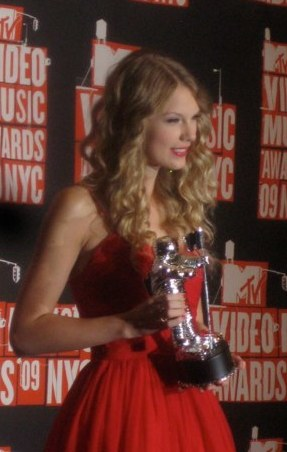
2009年，斯威夫特成为史上第一位获得MTV音乐视频大奖的乡村歌手

斯威夫特获得了14项格莱美奖（包括四项年度专辑年度专辑——历史上唯一一位获得四次年度专辑的歌手）、一项艾美奖、34项全美音乐奖（获奖最多的歌手）、29项公告牌音乐奖（获奖最多的女歌手）、55项吉尼斯世界纪录、12项乡村音乐协会奖（包括尖峰奖）、八项乡村音乐学院奖，以及两项全英音乐奖。作为一名词曲作家，她获得了纳什维尔词曲作家协会、词曲作家名人堂和国家音乐出版商协会的荣誉，并且是2015年《滚石》史上最伟大的百位词曲作家列表上最年轻的人。在2016年的第64届BMI奖上，斯威夫特是第一位获得以获奖者名字命名的奖项的女性。她的专辑《红》和《1989》出现在《滚石》2020年版的史上最伟大的五百张专辑列表中；2021年，〈空格〉的音乐视频被列入《滚石》杂志史上最伟大的百支音乐视频列表中，而歌曲〈回忆太清晰〉和〈空格〉则被列入其史上最伟大的五百首歌曲列表中。
从现有数据来看，斯威夫特在全球范围内积累了超过5000万张专辑销量、1.5亿张单曲销量，以及包括780亿次流媒体播放量在内的1.14亿张专辑单位销量。斯威夫特是本世纪以来在英国和爱尔兰拥有最多冠军专辑的女歌手，也是中国数字音乐平台上有史以来最畅销的歌手，收入达1.59亿元人民币。她是唯一一位在Spotify上一天内获得超过一亿次全球播放量的女歌手，2021年11月11日单日的播放量超过1.22亿次。斯威夫特以她的名誉体育场巡回演唱会（2018年）打破了有史以来收入最高的北美巡演的记录，并且是2010年代世界上巡回演唱会收入最高的女性艺人，而5年後的時代巡迴演唱會（2023-2024年）在僅舉辦了近三分之一的場次下再度刷新了該記錄，並成為了史上收入最高的巡演。她是《公告牌》全球二百强单曲榜上上榜歌曲最多以及同时上榜歌曲最多的歌手，分别有123首和31首。
在美国，截至2019年，斯威夫特已售出超过3,730万张专辑，同时《公告牌》将她排在有史以来最伟大艺人榜的第八位。她是在《公告牌》百强歌手榜上登顶时间最长的歌手（50周排名第一），是在《公告牌》二百强专辑榜上累积周数最多的独唱歌手（55周），是历史上在乡村专辑榜上夺冠周数最多的女歌手（98周）和《公告牌》百强单曲榜上入榜歌曲最多的女歌手（165首），也是数字歌曲榜上夺冠最多的歌手（23首）。她是美国数字单曲销量认证第二高的女歌手（所有歌手中排名第三），经美国唱片业协会（RIAA）认证的总销量为1.34亿首，也是第一位同时拥有专辑（《放手去爱》）和歌曲（〈统统甩掉〉）钻石认证的女歌手。2021年，在美国售出的每五十张专辑中就有一张是斯威夫特的，她成为第一位拥有五张专辑——《1989》、《泰勒·斯威夫特》、《放手去爱》、《红》和《名誉》——在《公告牌》二百强专辑榜上入榜超过150周的女歌手。
斯威夫特出现在各大影响力榜单中。《时代》在2010年、2015年和2019年将她列入其年度百位最有影响力的人物名单。她作为“打破沉默者”之一公开谈论性侵犯，被评为2017年《时代》年度风云人物。从2011年到2020年，斯威夫特出现在《福布斯》音乐界收入最高的女性列表前三名，并在2016年和2019年排名第一。2014年，她被列入《福布斯》音乐类30位30岁以下精英榜列表，2017年再次被列入“全明星校友”列表。2015年，斯威夫特成为入选《福布斯》世界百名权威女性列表中最年轻的女性，排名第64位。她是2019年被Google搜索最多的女歌手。纽约大学鉴于她作为“这一代最努力和最著名的艺人之一”的工作和成就，授予了斯威夫特荣誉艺术博士名誉学位，她于2022年5月18日出席了毕业典礼，并发表演讲。2023年12月7日，美國國家廣播公司（NBC）公布斯威夫特為《時代雜誌》（Time）年度風雲人物，是為首位單獨獲選的藝人。

## 其他事业

### 财富与地产
2023年10月，《福布斯》和彭博社估计斯威夫特的净资产为11亿美元，使得斯威夫特成為歷史上唯一一位僅以音樂作為主要收入的億萬富翁藝人，其收入来自她的音乐、周边商品、宣传活动和音乐会。她在2016年以1.7亿美元位居该杂志百位收入最高的名人榜首，这一壮举被吉尼斯世界纪录认定为有史以来女性音乐人的最高年收入，她本人在2019年以1.85亿美元超越了这一数字。斯威夫特是2010年代收入最高的女性音乐人，收入达8.25亿美元。
斯威夫特投资了一个价值8,400万美元的房地产组合。例如，她在2015年以2,500万美元购买了塞缪尔·戈德温庄园，一座位于贝弗利山的乔治亚复兴式风格的建筑，此后她将其恢复到原来的状态，里面有斯威夫特的家庭录音室小猫委员会（英語：Kitty Committee），她在这间录音室录制了《民间故事》、《放手去爱 (重制版)》及《红 (重制版)》。2013年，她购买了罗得岛州沃奇山的海滨豪宅假日庄园。时任罗德岛州州长吉娜·雷蒙多在2015年提议对价值超过100万美元的第二套住房征收全州范围的财产税，被称为“泰勒·斯威夫特税”。在纽约市，她在翠贝卡的一个街区拥有价值4,700万美元的房产，包括一套价值1,995万美元的空中别墅，一套价值1,800万美元的四层联排别墅，以及一套价值975万美元的公寓，分别于2014年、2017年和2018年购买。

### 慈善事业
斯威夫特也知名于其慈善事业。她在做些事的“Gone Good”名单上排名第一，并获得了田纳西州灾害服务机构的“同情之星”荣誉，因其“致力于帮助他人”以及“通过行动激励他人”而获得尼克频道儿童选择奖的重大帮助奖（The Big Help Award），以及因其“在如此年轻时就致力于提出倡议”而获得希望涟漪奖（Ripple of Hope Award）。2008年，她向红十字会捐赠了10万美元，以帮助爱荷华州洪灾的受害者。斯威夫特曾在慈善救济活动中演出，包括在悉尼举行的Sound Relief演唱会。为了应对2010年5月田纳西州洪灾，斯威夫特在WSMV举办的慈善电视节目上捐赠了50万美元。2011年，斯威夫特将爱的告白世界巡回演唱会的最终彩排改为用于帮助美国近期龙卷风受害者的慈善音乐会，筹集了超过75万美元。2016年，她向路易斯安那州洪灾的救援工作捐赠了100万美元，并向多莉·帕顿火灾基金捐赠了10万美元。2017年飓风哈维袭击休斯顿后，斯威夫特向休斯顿食品银行捐款。2020年，她为田纳西州龙卷风的救援捐赠了100万美元。
斯威夫特是艺术教育的支持者。她是纳什维尔词曲作家名人堂的资助者。她向母校纳什维尔的亨德森维尔高中捐赠了7.5万美元以帮助翻新学校礼堂，为纳什维尔乡村音乐名人堂博物馆新教育中心的建设提供了400万美元的资金，向美国六所大学的音乐系捐赠了6万美元，并向纳什维尔交响乐团捐赠了10万美元。她也是儿童扫盲的推动者，向全国各地的学校捐赠资金和书籍以改善教育。2007年，斯威夫特与田纳西州警察局长协会合作，发起了一项保护儿童免受在线猎手侵害的运动。她向一些慈善机构捐赠了拍卖物品，包括埃尔顿·约翰艾滋病基金会、联合国儿童基金会水龙头计划、MusiCares和Feeding America。作为2011年乡村音乐学院年度艺人的获得者，斯威夫特向田纳西州圣裘德儿童研究医院捐赠了25,000美元。2012年，斯威夫特参加了“对抗癌症”的电视慈善节目，演唱了慈善单曲〈罗南〉，这是她为纪念一个死于神经母细胞瘤的四岁男孩而写的。她还向V癌症研究基金会捐赠了10万美元，向费城儿童医院捐赠了5万美元。斯威夫特鼓励年轻人在当地社区做志愿者，作为全球青年服务日的一部分。
斯威夫特向同为唱作歌手的凯莎捐款，以帮助她与卢克博士进行法律斗争，并向女演员玛莉丝卡·哈吉塔的快乐心基金会（Joyful Heart Foundation）捐款。在2019冠状病毒病疫情期间，斯威夫特向世界卫生组织和Feeding America捐款，并将她的一把签名吉他作为拍卖的一部分，为英国国民医疗服务体系筹集资金。斯威夫特在电视特别节目《同一个世界：共同在家》中演唱了〈很快会好的〉，这是一场由嘎嘎小姐为全球公民组织策划的慈善音乐会，为世界卫生组织的2019冠状病毒病团结应对基金筹集资金。在2018年和2021年，斯威夫特向强奸、虐待和乱伦国家网络捐款，以纪念性侵犯意识和预防月。除了慈善事业，她还多次向粉丝捐款，以支持他们的医疗或学业费用。

### 政治立场和社会活动
斯威夫特支持堕胎，并被各大出版物视为女权主义偶像。在2008年美国总统选举期间，她推动了旨在让妇女参与政治进程的“每位女性都算数”（Every Woman Counts）运动。她是反对性骚扰的“Time's Up”运动的创始签署人之一。斯威夫特还公开反对LGBT歧视，这也是〈卑鄙〉音乐视频的主题。在多个场合，她鼓励支持《平等法案》，该法案禁止基于性别、性取向和性别认同等的歧视。2019年，她向LGBT组织田纳西平等计划和GLAAD捐款。
斯威夫特在早期职业生涯中避免讨论政治，因为乡村唱片公司高管坚持“不要像南方小鸡那样！”，她在2018年美国选举期间首次变得活跃。她宣布支持民主党人吉姆·库珀和菲尔·布雷德森分别在众议院和参议院中代表田纳西州，并表达了她对更大的LGBT权利、性别平等和种族平等的渴望，以及谴责了系统性的种族主义。2020年8月，斯威夫特敦促她的粉丝在选举前检查他们的选民登记，结果在她发帖后一天内就有6.5万人登记投票。她在2020年美国总统选举中支持民主党總統和副總統候選人乔·拜登和卡玛拉·哈里斯，她是民意调查中最具影响力的名人之一。
斯威夫特支持美国的“March for Our Lives”运动和枪支管制改革，并对美国的白人优越主义、种族主义和警察暴力提出了强烈的批评。在非洲裔美国人艾哈迈德·阿伯里和乔治·弗洛伊德被谋杀后，她向全国有色人种协进会法律辩护和教育基金以及“Black Lives Matter”运动捐款。在时任总统唐纳德·特朗普就明尼阿波利斯-圣保罗骚乱发布了一条有争议的推文后，斯威夫特指责他在任期内提倡白人至上主义和种族主义。她呼吁拆除田纳西州的“种族主义历史人物”的邦联纪念碑，并主张让六月节成为全国性节日。
2024年9月10日，泰勒絲在美國總統大選電視辯論後表態將支持民主党總統和副總統候選人賀錦麗和提姆·華茲並且署名「沒孩子的貓女士」來諷刺共和黨副總統候選人JD·万斯對無子女人士的言論，5天後共和黨總統候選人唐納·川普在他自己運營的社群網站Truth Social上發文「我恨泰勒絲！」來回應。

### 代言活动

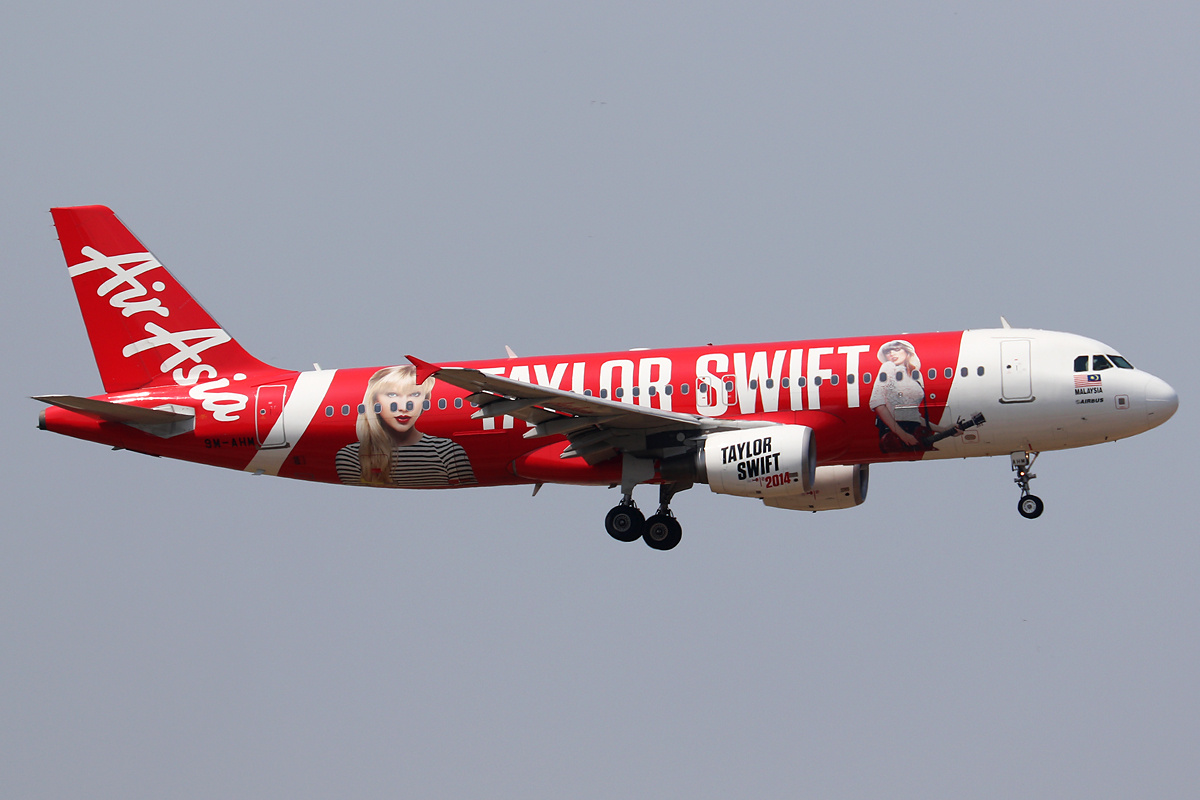
一架亚航空客A320飞机，其涂装为纪念斯威夫特于2014年举办的红巡回演唱会吉隆坡站

在《放手去爱》时期，斯威夫特担任了威瑞森无线和“Got Milk?”营销活动的代言人。她在沃尔玛推出了l.e.i.夏装系列，并设计了美国贺卡公司的贺卡和Jakks Pacific的娃娃。她成为国家冰球联盟纳什维尔掠夺者队和索尼Cyber-shot的代言人。她推出了两款伊丽莎白·雅顿香水——驚異萬分和惊异着迷。2013年，她推出了“Taylor by Taylor Swift”和“Taylor by Taylor Swift: Made of Starlight”两款香水。随后，她在2014年推出了她的第五款香水“Incredible Things”。
2016年，斯威夫特与AT&T签署了一份多年协议。后来她在2017年超級盃前夕登上了DirecTV《超级星期六之夜》活动。2019年，斯威夫特与第一资本签订了多年的合作关系，并与丝黛拉·麦卡妮合作推出了一条可持续服装线。2022年，出于她在2019冠状病毒病疫情期间对独立唱片店的慈善支持，世界唱片店日任命斯威夫特为其有史以来第一位全球大使。

## 情感生活
泰勒絲曾与喬·歐文在2016年至2023年保持长达七年的恋爱关系，自2023年起她正与运动员特拉维斯·凯尔西交往。她也曾与喬·強納斯、泰勒·洛納、約翰·梅爾、杰克·吉林哈尔、哈利·斯泰爾斯、凱文·哈里斯、汤姆·希德勒斯顿、馬修·希利等人约会过。其中歌手乔·强纳斯、约翰·梅尔和哈里·斯泰尔斯都曾以泰勒为灵感写歌，正如她也以他们写过一样。

## 音乐作品

### 錄音室專輯
- 《泰勒·斯威夫特》（2006年）
- 《無懼的愛》（2008年）
- 《爱的告白》 （2010年）
- 《红》（2012年）
- 《1989》（2014年）
- 《舉世盛名》（2017年）
- 《情人》（2019年）
- 《美麗傳說》（2020年）
- 《恆久傳說》（2020年）
- 《午夜》（2022年）
- 《折磨詩人俱樂部》（2024年）
- 《The Life of a Showgirl》（2025年）

### 重录专辑
- 《放手去爱 (重制版)》（2021年）
- 《红 (重制版)》（2021年）
- 《爱的告白 (重制版)》（2023年）
- 《1989 (重制版)》（2023年）

## 影視作品

### 電視劇集
- 《犯罪现场调查》（2009年）

### 劇情電影
- 《汉娜·蒙塔娜：电影版》（2009年）
- （2010年）
- 《記憶傳承人：極樂謊言》（2014年）
- （2019年）
- 《阿姆斯特丹》（2022年）

### 紀實電影
- 《無懼的愛之旅》（2010年）
- 《1989世界巡迴演唱會现场》（2015年）
- 《泰勒·斯威夫特：名誉体育场巡回演唱会》（2018年）
- 《美國小姐》（2020年）
- （2020年）
- 《恋人之城：巴黎演唱会》（2020年）
- 《回憶太清晰：電影短片》（2021年）
- 《泰勒·斯威夫特：時代巡迴演唱會》（2023年）

### 動畫電影
- 《羅雷司》（2012年）

## 巡回演唱会
- 無懼的愛巡迴演唱會（2009年–2010年）
- 愛的告白世界巡迴演唱會（2011年–2012年）
- 红巡回演唱会（2013年–2014年）
- 1989世界巡迴演唱會（2015年）
- 舉世盛名體育場巡迴演唱會（2018年）
- 時代巡迴演唱會（2023年–2024年）

## 外部連結
- 官方网站
- 泰勒·斯威夫特在互联网电影资料库（IMDb）上的資料（英文）